# Liste der Baudenkmäler in Schwalmtal (Niederrhein)
Die Liste der Baudenkmäler in Schwalmtal (Niederrhein) enthält die denkmalgeschützten Bauwerke auf dem Gebiet der Gemeinde Schwalmtal im Kreis Viersen in Nordrhein-Westfalen (Stand: September 2011). Diese Baudenkmäler sind in der Denkmalliste der Gemeinde Schwalmtal eingetragen; Grundlage für die Aufnahme ist das Denkmalschutzgesetz Nordrhein-Westfalen (DSchG NRW).

| Bild                                        | Bezeichnung                                 | Lage                                             | Beschreibung | Bauzeit                              | Eingetragen seit   | Denkmal- nummer |
| ------------------------------------------- | ------------------------------------------- | ------------------------------------------------ | --- | ------------------------------------ | ------------------ | --------------- |
| weitere Bilder                              | Kath. Pfarrkirche St. Georg                 | Amern An St. Georg Karte                         | Die neugotische, 3-schiffige Backsteinhallenkirche mit polygonalem Chor, westlichen Querhausarmen und vorgesetztem Westturm wurde in der 2. Hälfte des 15. Jahrhunderts errichtet. Der vorgesetzte Westturm wurde 1900 neugotisch ummantelt. Im Garten der Kirche stehen Grabkreuze des 17. und 18. Jahrhunderts. | 1754, 19./20. Jh.                    | 9. Oktober 1984    | 27              |
| Wohnhaus                                    | Wohnhaus                                    | Amern An St. Georg 2 Karte                       | Das 2-geschossige Backsteinwohnhaus in 5 : 5 Achsen wurde Anfang des 19. Jahrhunderts giebelständig errichtet. Das Gebäude wurde Ende des 19. Jahrhunderts verändert. | Anfang des 19. Jh.                   | 9. Oktober 1984    | 28              |
| Wohnhaus                                    | Wohnhaus                                    | Amern An St. Georg 3 Karte                       | Bei dem Gebäude handelt es sich um einen um das Jahr 1670 erbauten 1-geschossigen Backsteinbau in 3 nichtdurchgezogenen Achsen, giebelständig. Das Gebäude wurde Ende des 19. Jahrhunderts verändert. Bei den Ankersplinten mit Jahreszahl fehlt die letzte Ziffer. | 1670                                 | 9. Oktober 1984    | 29              |
| Landwirtschaftliches Anwesen                | Landwirtschaftliches Anwesen                | Amern An St. Georg 4 Karte                       | Die 2-flügelige Backsteinhofanlage mit giebelständigem 2-geschossigen Wohnhaus wurde im 18. Jahrhundert errichtet. Die Fenster wurden Anfang des 20. Jahrhunderts verändert. Das Gebäude weist noch eine alte Tür mit Okkoli-Fenster und an einer Seite Holzgewände auf. Die dazugehörige Scheune wurde im Jahre 1909 errichtet. | 1909, Anfang des 20. Jh.             | 9. Oktober 1984    | 30              |
| Wohnhaus                                    | Wohnhaus                                    | Amern An St. Georg 5 Karte                       | Das Wohnhaus wurde Anfang des 19. Jahrhunderts errichtet. Hierbei handelt es sich um einen giebelständigen 2-geschossigen Backsteinbau in 3 Achsen mit Krüppelwalmdach. | Anfang des 19. Jh.                   | 9. Oktober 1984    | 31              |
| Doppel-Wohnhaus                             | Doppel-Wohnhaus                             | Amern An St. Georg 6 / 8 Karte                   | Das zweigeschossige traufenständige Backsteindoppelwohnhaus mit Hinterhaus wurde Mitte des 19. Jahrhunderts errichtet. Die original erhaltenen Eingangstüren liegen in der Mitte des Gebäudes und sind von großen ebenfalls original erhaltenen Fenstern flankiert. Das Obergeschoss ist vierachsig gestaltet. Die Innenaufteilung des Gebäudes ist erhalten, ebenso Türen und Treppenhaus. Der hintere Teil ist durch einen Gewölbekeller unterkellert, an denen zur Straße hin ein weiterer Keller mit preußischem Kappengewölbe anschließt. Das Gebäude ist aus lokalhistorischen und städtebaulichen Gründen bedeutend. Es dokumentiert die Lebensweise des niedrigen Klerus im vorigen Jahrhundert und ist daher auch bedeutend für die Geschichte des Menschen. | Mitte des 19. Jh.                    | 26. Juli 1988      | 118             |
| weitere Bilder                              | Kath. Pfarrkirche St. Gertrudis             | Dilkrath Boisheimer Straße Karte                 | Bei der katholischen Pfarrkirche St. Gertrudis handelt es sich um eine im Jahre 1460 errichtete dreischiffige Backstein-Säulenbasilika mit vorgesetztem Westturm und Langhaus mit neugotischer Ausstattung und Glasfenster aus dem Ende des 19. Jahrhunderts. Ende des 19. Jahrhunderts wurden die Seitenkapellen im Westen angefügt. Das Querschiff und der polygonale Chor wurden im Jahre 1902 errichtet. | 1460, Ende des 19. Jh.               | 9. Oktober 1984    | 11              |
| Wegekreuz                                   | Wegekreuz                                   | Dilkrath Boisheimer Straße 19 Karte              | Das Wegekreuz Boisheimer Straße vor Haus-Nr. 19 aus Muschelkalk mit Metallkorpus wurde im Jahr 1873 errichtet. Dieses Datum ergibt sich aus der Eintragung am Sockel des Kreuzes. | 1873                                 | 9. Oktober 1984    | 12              |
| Pfarrhaus                                   | Pfarrhaus                                   | Dilkrath Boisheimer Straße 52 Karte              | Bei dem um das Jahr 1700 erbauten Pfarrhaus handelt es sich um einen 2-geschossigen Backsteinbau in 3 : 2 Achsen mit Mansardenwalmdach. Die Putzfassade stammt ca. aus dem Jahre 1905. Zum Pfarrhaus gehört ein rückwärtiger 1-geschossiger Backsteinanbau mit dazugehörigem 1-geschossigem Backsteinschuppen mit Schlepp- und Krüppelwalmdach, der zur Straßenseite hin verputzt ist. | um 1700                              | 9. Oktober 1984    | 13              |
| Wohnhaus                                    | Wohnhaus                                    | Dilkrath Boisheimer Straße 53 Karte              | Bei dem Gebäude handelt es sich um ein Wohnhaus, das der ältesten, noch erhaltenen Substanz Dilkrath zuzurechnen ist. Das giebelständige Gebäude ist Bestandteil einer sonst nicht denkmalwerten Hofanlage. Es wurde in der Tradition der niederrheinischen Wohnstallhauses erbaut. Seine wesentlichen Teile, wie Ständerwerk und Reste des Kaminblocks sind erhalten. Durch das höherliegende Mittelschiff ist typische Dreischiffigkeit voll ablesbar. Die Dielenböden im Obergeschoss und der Blausteinboden der Küche sind noch vorhanden. Um 1900 wurde der Straßengiebel des Hauses mit einer Putzfassade Jugendstils versehen. Der wohl gleichzeitig mit einer Baumaßnahme vorgenommene Innenausbau des Hauses sowie einige leichtere Veränderungen au späterer Zeit, beeinträchtigen den Denkmalwert des Gebäudes nicht. | um 1900                              | 1. Juni 1988       | 114             |
| Gast / Wohnhaus                             | Gast / Wohnhaus                             | Dilkrath Boisheimer Straße 61 Karte              | Bei dem Gast- und Wohnhaus Boisheimer Str. 61 handelt es sich um einen im Jahre 1792 errichteten zweigeschossigen Backsteinbau mit fünf Achsen, Holzgewände und Krüppelwalmdach. Die Jahreszahl ergibt sich aus den Ankersplinten an der Fassade, an der auch die alte Tür bemerkenswert ist. | 1792                                 | 9. Oktober 1984    | 14              |
| Landwirtschaftliches Anwesen                | Landwirtschaftliches Anwesen                | Amern Brüggener Hütte 4 Karte                    | Bei dem im Jahre 1843 erbauten landwirtschaftlichen Anwesen handelt es sich um eine 4-flügelige Backsteinhofanlage mit einem 2-geschossigen Wohnhaus in 8 Achsen. Die Jahreszahl ergibt sich aus der Eintragung im Torkeilstein. | 1843                                 | 9. Oktober 1984    | 15              |
| Hagelkreuz                                  | Hagelkreuz                                  | Amern Dorfstraße Karte                           | Das Hagelkreuz aus Blaustein mit hohem Sockel und Kreuz wurde Ende des 18. Jahrhunderts errichtet. | Ende des 18. Jh.                     | 9. Oktober 1984    | 16              |
| Windmühle                                   | Windmühle                                   | Amern Dorfstraße 1 a Karte                       | Der Mühlenturm wurde in der 2. Hälfte des 18. Jahrhunderts erbaut. Von dieser Mühle ist der Backsteinmühlenstumpf mit Blausteingewänden erhalten. | 2. Hälfte des 18. Jh.                | 8. Oktober 1984    | 1               |
| Rathaus                                     | Rathaus                                     | Amern Dorfstraße 5/7 Karte                       | Das zweigeschossige Rathaus aus verputztem Backstein mit Mansarddach wurde in der 2. Hälfte des 19. Jahrhunderts errichtet. Das Rathaus wurde bereits vor den 1920er Jahren als Rathaus entsprechend genutzt. Es diente bis zur kommunalen Neugliederung im Jahre 1970 der ehemals selbstständigen Gemeinde Amern als Verwaltungsgebäude. Damit diente dieses Gebäude der Gemeinde Amern bereits seit ca. 1./2. Jahrhundert als Verwaltungsstelle und wird auch heute noch entsprechend genutzt. | 2. Hälfte des 19. Jh.                | 7. Juni 1985       | 79              |
| Hofanlage                                   | Hofanlage                                   | Amern Dorfstraße 18 Karte                        | Es handelt sich um eine dreiseitige Hofanlage, die durch eine Mauer geschlossen ist. Das Wohnhaus wurde aus einem Wohnstallhaus entwickelt, dessen Abseiten in der Dachneigung verändert und weiter herausgezogen worden sind. Die Giebel wurden Ende des 19. Jahrhunderts mit einer vorgeblendeten Fassade mit Zinnen versehen. Das Ständerwerk ist erhalten. In der Fachwerkscheune, die wahrscheinlich aus dem 19. Jahrhundert stammt, sind Spuren einer Wohnnutzung aus historischer Zeit zu erkennen. | Ende des 19. Jh.                     | 28. März 1990      | 123             |
| Printzenhof                                 | Printzenhof                                 | Amern Dorfstraße 29 Karte                        | Bei dem Gebäude Dorfstr. 29 handelt es sich um eine im Jahre 1779 errichtete 4-flügelige Backsteinhofanlage. Am 2-geschossigen Wohnhaus mit Souterrain in 5 Achsen aus Sandsteingewänden und mit Walmdach ist eine alte Tür erhalten. Die Eingangstreppe besteht teilweise aus Blaustein. Zu der Hofanlage gehört außerdem ein 2-geschossiges Backsteinhofgebäude aus der gleichen Zeit. | 1779                                 | 9. Oktober 1984    | 17              |
| Wohnhaus                                    | Wohnhaus                                    | Amern Dorfstraße 40 Karte                        | Bei dem Gebäude handelt es sich um einen im Jahre 1798 erbauten 2-geschossigen Backsteinbau in nichtdurchgezogenen Achsen mit Toreinfahrt, Holzgewände, Walmdach und Ankersplinten mit Jahreszahl. | 1798                                 | 9. Oktober 1984    | 18              |
| Wohnhaus                                    | Wohnhaus                                    | Amern Dorfstraße 42 Karte                        | Bei dem Wohnhaus handelt es sich um einen im 18. Jahrhundert erbauten zweigeschossigen Backsteinbau in nichtdurchgezogenen Achsen mit Walmdach. Die Fassade wurde ca. um 1900 verputzt. | 18. Jh.                              | 4. Dezember 1984   | 80              |
| Wohnhaus                                    | Wohnhaus                                    | Waldniel Dülkener Straße 1 Karte                 | Das 2½-geschossige Wohnhaus in 5 Achsen mit verbreiteter linker Achse wurde in der 2. Hälfte des 19. Jahrhunderts errichtet. Das Gebäude weist eine spätklassizistische Bänderputzfassade auf. | 2. Hälfte des 19. Jh.                | 17. Oktober 1984   | 45              |
| Wohnhaus                                    | Wohnhaus                                    | Waldniel Dülkener Straße 59 Karte                | Das zweigeschossige Backsteinwohnhaus in 5 Achsen mit Toreinfahrt wurde in der 2. Hälfte des 19. Jahrhunderts errichtet. | 2. Hälfte des 19. Jh.                | 4. Dezember 1985   | 85              |
| Wohnhaus                                    | Wohnhaus                                    | Waldniel Dülkener Straße 63 Karte                | Das 2-geschossige Backsteinwohnhaus in 5 Achsen wurde in der 2. Hälfte des 19. Jahrhunderts errichtet. | 2. Hälfte des 19. Jh.                | 17. Oktober 1984   | 47              |
| Wegekreuz                                   | Wegekreuz                                   | Eicken Eicken 17 Karte                           | Das Wegekreuz mit Sandsteinsockel mit Inschrifttafeln und Datierung sowie Granitkreuz mit Korpus aus Holz wurde im Jahre 1877 errichtet. | 1877                                 | 8. Oktober 1984    | 4               |
| Landwirtschaftliches Anwesen                | Landwirtschaftliches Anwesen                | Eicken Eicken 32 Karte                           | Bei dem landwirtschaftlichen Anwesen handelt es sich um eine vierflügelige Backsteinhofanlage; der Zeitraum der Errichtung dieser Hofanlage ist unbekannt. Das zweigeschossige Wohnhaus wurde in 7 Achsen mit dreiachsigen flachen Mittelresalit mit Dreiecksgiebel errichtet. Das Gebäude weist eine Quaderputzfassade auf. | unbekannt                            | 4. Dezember 1985   | 86              |
| Ehrenmal Rösler-Siedlung                    | Ehrenmal Rösler-Siedlung                    | Steeg Elisabeth-Rösler-Straße Karte              | Ehrenmal aus drei nebeneinander angeordneten Stelen, zusammengesetzt aus annähernd würfelförmigen grünlichen Naturstein-Blöcken (Kalkstein?). An der Vorderseite oben nebeneinander drei Bronzereliefs mit Brustbildern der Firmeninhaber Willy, Josef und Gustav Rösler (links nach rechts), darunter zugeordnet die Namenszüge. Der erste Teil des Ehrenmals nach Entwurf von Carl Staudt, Architekt der Rösler-Siedlung, wurde 1950 für den 1948 verstorbenen Gustav Rösler (geb. 1892) errichtet, die beiden anderen Teile in gleicher Gestalt wohl nach dem Tod von Josef (1875–1956) und Willy Rösler (1877–1957) zugefügt. | 1950                                 | 6. Juni 2002       | 139             |
| Wegekreuz                                   | Wegekreuz                                   | Amern End Karte                                  | Das Wegekreuz wurde im Jahre 1917 errichtet. Hierbei handelt es sich um ein Kreuz aus Trachitstein mit Metallkorpus und Inschrift im Sockel. | 1917                                 | 9. Oktober 1984    | 20              |
| Wegekreuz                                   | Wegekreuz                                   | Waldniel Fischeln 21 Karte                       | Das Wegekreuz mit gestuftem Sockel mit kleiner Nische, Kreuz mit Metallkorpus und Inschrift im Sockel wurde im Jahre 1921 errichtet. Das Wegekreuz wurde mit Sandstein verputzt. | 1921                                 | 4. Dezember 1985   | 87              |
| Wegekreuz                                   | Wegekreuz                                   | Amern Frankenmühle Karte                         | Das Wegekreuz Frankenmühle aus verputztem Werkstein mit neuromanischen Schmuckformen (neues Sandsteinkreuz mit Korpus) wurde 1891 errichtet. | 1891                                 | 17. Oktober 1984   | 43              |
| Landwirtschaftliches Anwesen                | Landwirtschaftliches Anwesen                | Amern Frankenmühle 2                             | Bei dem in der 1. Hälfte des 19. Jahrhunderts errichteten landwirtschaftlichen Anwesen handelt es sich um eine offene dreiflügelige Backsteinanlage. Das Wohnhaus wurde eingeschossig, giebelständig mit Holztürrahmen und Krüppelwalmdach erbaut. Die Scheunentrakte weisen teilweise Fachwerk auf. | 1. Hälfte 19. Jh.                    | 4. Dezember 1985   | 81              |
| Turm „Pestmühle“                            | Turm „Pestmühle“                            | Waldniel Friedensstraße / Turmstraße Karte       | Der Turm „Pestmühle“ wurde im 17. Jahrhundert errichtet. Bei diesem Turm handelt es sich um einen konischen Backsteinturm mit Werkstein-Zinnenkranz. Die ehemalige Eingangstüre wurde zugemauert. | 1828                                 | 8. Oktober 1984    | 5               |
| Friedhofskreuz                              | Friedhofskreuz                              | Amern Friedhofstraße Karte                       | Das Friedhofskreuz mit Kreuzigungsgruppe aus Sandstein wurde Ende des 19. Jahrhunderts errichtet. | Ende des 19. Jh.                     | 9. Oktober 1984    | 21              |
| St. Johannis Kapelle                        | St. Johannis Kapelle                        | Dilkrath Genend Karte                            | Die Kapelle wurde Mitte des 17. Jahrhunderts einschiffig mit dreiseitigem Chorschluss erbaut. | Mitte des 17. Jh.                    | 9. Oktober 1984    | 22              |
| Wohnhaus                                    | Wohnhaus                                    | Waldniel Gladbacher Straße 4 Karte               | Das zweigeschossige Wohnhaus in nichtdurchgezogenen Achsen mit Fachwerk, Backsteinfassade und Holzgewände wurde Anfang des 18. Jahrhunderts errichtet. Die Straßenfassade wurde im 20. Jahrhundert verändert. | Anfang des 18. Jh.                   | 4. Dezember 1985   | 88              |
| Wohnhaus                                    | Wohnhaus                                    | Waldniel Gladbacher Straße 5/Schulstraße 3 Karte | Das zweigeschossige Wohnhaus aus verputztem Backstein mit vorgesetztem Marmor im Erdgeschoss, mit Walmdach und Kölner Decken wurde um das Jahr 1870 errichtet. | 1870                                 | 1. Dezember 1985   | 102             |
| Wohnhaus                                    | Wohnhaus                                    | Waldniel Gladbacher Straße 17 Karte              | Die 2-geschossige Villa in 5 Achsen mit einer nicht vorgezogenen Mittelachse wurde in der 2. Hälfte des 19. Jahrhunderts mit Mansardwalmdach errichtet. Das Gebäude weist Neurenaissanceschmuckformen auf. | 1889                                 | 17. Oktober 1984   | 52              |
| Wegekreuz                                   | Wegekreuz                                   | Amern Hagen Karte                                | Das Wegekreuz aus Werksteinsockel mit Inschrift und Kreuz ohne Korpus wurde im Jahr 1910 errichtet. | 1910                                 | 9. Oktober 1984    | 23              |
| Inselschlösschen                            | Inselschlösschen                            | Amern Harikseeweg 78 Karte                       | Das „Inselschlösschen“ am Hariksee wurde 1891 für den damaligen Besitzer von Haus Clee in Waldniel, Bartholomäus Rosbach, errichtet. Die Entwurfspläne stammen von Friedrich Kersten aus Waldniel. Ursprünglich befand sich das Haus auf einer Insel im Hariksee; erst später wurde eine Brücke über den See geschlagen und somit von zwei Seiten aus der Zugang ermöglicht. Grund- und Aufriss des Baukörpers sind in zeit- und bautypischer Manier stark malerisch zergliedert. Der Kernbau erhebt sich auf leicht rechteckigem Grundriss über ein Voll- und ein Dachgeschoss und wird von einem Walmdach überfangen. Prägend sind jedoch die zahlreichen Aus- und Aufbauten in Form von flach gedeckten Eck- und Mittelrisaliten sowie zwei runden Ecktürmen. Zinnenkränze und verschieferte Turmhelme in verschiedenen Formen (mit und ohne Grate) mit Wetterfahnen geben der Villa ein romantisches Gepräge. Mauerwerksblenden, Konsolfriese, kleine Treppengiebel, steigende Rechteckfriese und kräftig profilierte Traufgesimse tragen zur starken Zergliederung bei, die von allen Seiten eine jeweils neue und lebendige Ansicht bieten. Im Gegensatz zu den Turmhelmen scheint das Walmdach, ausweislich alter Ansichten, ursprünglich Dachziegel besessen zu haben. Die Fensteröffnungen sind hochrechteckig in das Mauerwerk eingeschnitten, in den Zwerchhausgiebeln teilweise spitzbogig, sonst gerade geschlossen. Im Inneren verbindet eine Treppe im zum See gewandten Mittelrisalit Erd- und Dachgeschoss. Laut örtlicher Überlieferung befanden sich in dem Gebäude zwei kleinere Räume mit der Küche sowie ein großer Gesellschaftsraum, der im Dachgeschoss zu vermuten ist, wo auch heute noch ein Austritt mit originalem gusseisernem Ziergitter den freien Blick auf den See ermöglicht. Abgesehen von seiner Kernsubstanz und den genannten Details besitzt das Gebäude nach mehreren Um- und Anbauten sowie einem Brandschaden im Frühjahr 2002 keine weiteren historischen Originalbauteile. | 1891                                 | 3. Januar 2003     | 140             |
| Ev. Friedhof mit Friedhofsmauer             | Ev. Friedhof mit Friedhofsmauer             | Waldniel Häsenberg Karte                         | Der evangelische Friedhof Waldniel - Häsenberg - besteht ca. seit 1838, worauf die auf den 8. April 1838 datierte Friedhofsordnung hinweist. Die Formulierungen, die in ihr verwendet werden, lassen darauf schließen, dass der Friedhof zu dieser Zeit neu angelegt wurde oder aber vergrößert wurde. Die evangelische Gemeinde in Waldniel war recht groß. 1832 waren 158 Einwohner des Ortes evangelisch und 966 katholisch. Es müsste daher schon früher ein evangelischer Begräbnisplatz bestanden haben. Dazu kommt, dass die Gemeinde sich recht früh gründete. Sie entstand gegen Ende des 16. Jahrhunderts. 1609/10 umfasste sie über 100 Mitglieder, die von Wanderpredigern betreut wurden. 1611 wurde ein eigener Pfarrer und 1649 ein Pastor eingestellt. 1666 wurde die Kirche erbaut, ca. 50 Jahre später erhielt sie auch einen Turm und eine Glocke. Die ev. Gemeinde wurde dabei besonders von angesehenen Waldnielern Bürgern unterstützt, darunter auch von den Herren von Haus Klee. Dort sollen auch während der Gegenreformation Messen gelesen worden sein. Die Verbindung zwischen den Herren von Haus Klee und der ev. Kirchengemeinde scheint sich auch in der Umfassungsmauer des Friedhofes zu manifestieren. Die Pfeiler der Mauer scheinen mit denen der Mauer von Haus Klee identisch zu sein. Der Gedanke liegt somit nahe, dass auch sie ein Werk des Architekten Edwin Oppler sind. | 1838                                 | 1. Juli 1993       | 133             |
| Altes Postamt                               | Altes Postamt                               | Amern Hauptstraße 25 Karte                       | Das 2-geschossige Gebäude wurde um 1900 errichtet. Die geputzten Backsteinwandflächen werden durch einen ausgeprägten Fries und abstehenden Gebäudeecken aus rotem Backstein gefasst. Die halbrunden Sprossenfenster haben ebenfalls Leibungen aus rotem Backstein. Das Dach ist als Mansarddach mit Dachgauben ausgebildet, die aber an der Hofseite bereits erneuert wurden. | 1900                                 | 19. Dezember 1991  | 82              |
| Landwirtschaftliches Anwesen                | Landwirtschaftliches Anwesen                | Amern Hauptstraße 37 Karte                       | Das Wohnhaus wurde 1730 errichtet. Um 1900 wurde es unter teilweiser Beibehaltung der alten Substanz erhöht und neu gestaltet. Die Nebengebäude sind in der 2. Hälfte des 19. Jahrhunderts entstanden. Es handelt sich um eine geschlossene vierflügelige Anlage. Das Wohnhaus ist dreiachsig und zweigeschossig mit Backstein-Putzfassade; die Mittelachse ist optisch betont und übergiebelt. Die Giebel sind durch vorkragendes Holzrahmenwerk geziert; Mansard-Krüppelwalmdach mit axial zu den Fensterachsen befindlichen Dachhäuschen. Im Erdgeschoss befinden sich schlichte Kölner Decken. Torhaus, Scheunen und Ställe sind aus Backstein gemauert. | 1730, 19. Jh.                        | 20. Januar 1988    | 112             |
| Wegekreuz                                   | Wegekreuz                                   | Hehler Hehler 67 Karte                           | Das Wegekreuz aus verputzen Sandstein mit Sockel mit Inschrift und Kreuz mit Metallkorpus wurde im Jahr 1884 errichtet. | 1884                                 | 17. Oktober 1984   | 53              |
| Wohnhaus                                    | Wohnhaus                                    | Hehler Hehler 43 Karte                           | Das traufenständige fünfachsige zweigeschossige Backsteinwohnhaus einer ehemaligen Hofanlage wurde ca. 1880 errichtet. Die Mittelachse mit dem zugemauerten Eingang ist resalitartig vorgezogen und übergiebelt. An der Straßenfassade und beiden Giebeln befinden sich Zierformen aus gelbem Backstein. Das erste Obergeschoss und Dachgeschoss sind im Originalzustand mit Türen, Türgewänden, Raumaufteilung, Dielenböden und Treppen erhalten. | 1880                                 | 1. Juni 1988       | 116             |
| Wegekreuz                                   | Wegekreuz                                   | Hehler Hehler 24 a Karte                         | Das Wegekreuz aus angestrichenem Werkstein wurde im Jahr 1869 mit einem Sockel mit Inschrift und Kreuz mit Korpus errichtet. | 1869                                 | 4. Dezember 1985   | 89              |
| Wohnhaus                                    | Wohnhaus                                    | Hostert Hostert 7, 9, 11, 13 Karte               | Die 2-geschossige geschlämmte Backsteinwinkelanlage in 10 Achsen wurde im Jahr 1862 errichtet. Die Jahreszahl ergibt sich aus dem Torkelstein. Der rückwärtige Flügel ist neueren Datums. | 1862                                 | 17. Oktober 1984   | 54              |
| Landwirtschaftliches Anwesen                | Landwirtschaftliches Anwesen                | Hostert Hostert 10 Karte                         | Die Hofanlage besteht aus einem im Kern aus dem 18. Jahrhundert stammenden Wohnhaus, den Brand nach 1899 erneuerten Wirtschaftsgebäuden sowie einem Nebengebäude, das anscheinend als Schuppen und Werkstatt gedient hat (sog. Ziegelbrennerhaus). Das Wohnhaus - mit nach dem Ersten Weltkrieg hinzugeführter Putzfassade - ist im Inneren in wesentlichen Teilen des 18. Jahrhunderts erhalten. Der Dachstuhl ist allerdings vor einigen Jahren erneuert worden. Auffällig ist besonders der großzügige Dielenbereich im Obergeschoss mit den anliegenden Kammern. Insgesamt stellt sich das Wohnhaus deutlich anspruchsvoller dar, als es bei den Wohnstallhäusern der Zeit üblich ist. Die Wirtschaftsgebäude, die die drei anderen Seiten des Hofes umgeben, sind in der für das späte 19. Jahrhundert typischen Backsteinbauweise errichtet. Auffallend ist ein auf das Thema „Ernte“ bezogenes Relief, das außenseitig über der neben dem Tor liegenden Fußgängerpforte angebracht ist. Die Hoffläche besitzt eine Kieselpflasterung, die in diesem Erhaltungszustand als selten bezeichnet werden muss. Zugehörig ist ein außerhalb des geschlossenen Hofes gelegenes Nebengebäude. Die deutlichen Spuren eines offenen Kamins in der dem Weg zugewandten Giebelseite lassen vermuten, dass sich in dieser Hälfte des Gebäudes einmal eine Schmiedewerkstatt oder ähnliches befunden hat. Nach Auskunft der Eigentümerin hat der Raum allerdings auch zeitweise dem Wohnen gedient. Die andere Hälfte des Gebäudes wird durch zwei Tore erschlossen und dürfte Remise gewesen sein. Zugehörig zu der Hofanlage ist ein nach Nordosten gewandter Bongert. | 1899/Ende des 19. Jh.                | 14. April 1994     | 135             |
| Wegekreuz                                   | Wegekreuz                                   | Hostert Hostert 13 Karte                         | Das Wegekreuz aus verputztem Sandstein mit neugotischen Schmuckformen, gestuftem Sockel mit Inschrift und Kreuz mit Korpus wurde im Jahr 1887 errichtet. | 1887                                 | 17. Oktober 1984   | 55              |
| Ehem. „Josephsheim“, derz. „Windsor School“ | Ehem. „Josephsheim“, derz. „Windsor School“ | Hostert Hostert 18–30 Karte                      | Die originale Konzeption einer multifunktionalen Heil- und Pflegeanstalt in der Trägerschaft eines christlichen Ordens prägt bis heute ablesbar die Gestalt der Gebäude. Die im sog. Pavillonsystem für 300 männliche Personen gebaute (1911–13) zentrale Anlage ist in vier damals freistehende Blocks unterschiedlicher Gestalt und asymmetrischer Zuordnung aufgeteilt. Sie umfasst das ehemalige Verwaltungsgebäude mit Klausur und Kapelle, ein Schulgebäude und zwei ehemalige Pflegehäuser (die zugehörigen Wirtschaftsgebäude wurden abgerissen). Trotz der späteren Verbindung von Schule und einem Pflegehaus ist diese Anstaltsform noch sehr anschaulich. Die Gebäude in gemäßigt barockisierenden Baustil; Sockelzonen Sandstein Bossenquader, Erd- und Obergeschoss rauverputzt, regelmäßig stark durchfenstert, schlichte Blendfeldergliederung, im Obergeschoss umlaufende Brüstungsgesimse, ausgebaute steile Mansarddächer, verschiefert über weit vorgezogenen Traufen, Dachgauben in Reihen, Sandsteinportiken unter Schweifdächern betonen die Haupteingänge, Innenaufteilung weitgehend ungestört. Kapelle angebaut an das Verwaltungsgebäude; fünfjochige rippengewölbte Saalkirche mit eingezogenem Polygonchor, hochgotischen Vorbildern verpflichtet in franziskanischer Tradition, hölzerner Dachreiter, Giebelwand der Eingangsseite mit Maßwerkblendfeldern und großem Mittelfenster, Material und Farbigkeit der Gesamtanlage angepasst, jedoch Maßwerke, Gesimse, Gewände und Wasserschläge aus Tuff. Im Innenraum Orgelempore, Fenster und Fußboden original, Ausmalung aus 1934/35 (Joseph Wahl) in überdurchschnittlicher Qualität. Die Architektur des ehemaligen St. Josephsheims verdeutlicht noch immer eine Anstaltsform, die stärker auf Pflege und Heilung statt auf bloße sichere Verwahrung ausgerichtet war. Technische und organisatorische Qualität der erhaltenen Teile entsprechen dem hohen zeitgenössischen Standard. | 1911–13                              | 7. Juni 1988       | 117             |
| Landwirtschaftliches Anwesen                | Landwirtschaftliches Anwesen                | Amern Kasender Straße 21, 21 a, 21 b Karte       | Die 4-flügelige Backsteinhofanlage mit 2-geschossigem Wohnhaus in nichtdurchgezogenen Achsen und mit Toreinfahrt wurde im Jahr 1754 erbaut. Die Fenster und die Tür wurden im 19. und 20. Jahrhundert verändert. Das Jahr der Errichtung des landwirtschaftlichen Anwesens ergibt sich aus den Ankersplinten an der Front. | 1754, 19./20. Jh.                    | 9. Oktober 1984    | 26              |
| Hütter Mühle                                | Hütter Mühle                                | Amern Kranenbruch 32 Karte                       | Bei der Hüttermühle handelt es sich um eine 3-flügelige Hofanlage mit giebelständigem 1-geschossigen Wohnhaus mit Krüppelwalmdach aus dem Ende des 18. Jahrhunderts. Das Gebäude wurde um 1900 verändert. | Ende des 18. Jh.                     | 9. Oktober 1984    | 32              |
| Wohnhaus                                    | Wohnhaus                                    | Waldniel Lange Straße 27 Karte                   | Das 2-geschossige Gebäude in vier Achsen mit 2 Eingangstüren zeigt eine Putzfassade, die aus dem Anfang des 20. Jahrhunderts stammen dürfte. Das an der Straße gelegene Wohnhaus ist durchgebaut. Im Rahmen dieser Maßnahme wurden nur der Dachstuhl und eine Holzbalkendecke im Obergeschoss erhalten. Die ehemalige Fachwerkrückwand (ein Balken datiert auf 1721) wurde versetzt und verändert. Bemerkenswert ist, dass hinter dem Wohnhaus noch eine Scheune in Fachwerk erhalten ist; in ihr ist neben dem Sichtfachwerk auch das Ständerwerk erhalten. Die Scheune ist als Nebengebäude genutzt und hat dadurch ihr ursprüngliches Erscheinungsbild noch nicht verloren. Das Wohnhaus und die Scheune zeigen in ihrer Struktur die ehemals bäuerliche Besiedlung des Waldnieler Ortskerns. Beispiele dieser früheren Siedlungsform sind in den Ortskernen meist nicht mehr in einer so klaren Form erhalten, da die Scheunen und Nebengebäude der Höfe in der Regel zu Wohnhäusern umgebaut oder von Wohnbebauungen verdrängt worden sind. | 1721, 20. Jh.                        | 27. Juli 1987      | 110             |
| Evangelische Kirche                         | Evangelische Kirche                         | Waldniel Lange Straße 52 Karte                   | Bei der im Jahre 1667 errichteten Kirche handelt es sich um einen einfachen Saalbau aus geschlämmtem Backstein mit Flachdecke, Walmdach und Dachreiter. An der linken Seite schließt ein eingeschossiger Anbau mit Tor und der Datierung im Keilstein an. Die Ausstattung der Kirche weist eine Barockkanzel, Holzempore und Kirchenbänke aus der Mitte des 19. Jahrhunderts auf. Die Kirche wurde im Jahr 1952 restauriert. | 1667, Mitte 19. Jh.                  | 17. Oktober 1984   | 56              |
| Wegekreuz                                   | Wegekreuz                                   | Leloh Leloh 5 Karte                              | Das Holzkreuz wurde Anfang des 19. Jahrhunderts errichtet. | Anfang 19. Jh.                       | 8. Oktober 1984    | 6               |
| Landwirtschaftliches Anwesen                | Landwirtschaftliches Anwesen                | Leloh Leloh 14 Karte                             | Die vierflügelige Backsteinhofanlage wurde im Jahr 1841 errichtet. Das zwei geschossige Wohnhaus in 5 Achsen mit Werksteintürgewänden und Sohlbänken wurde mit einem Krüppelwalmdach erbaut. Der vordere Scheunentrakt wurde im Jahr 1861 errichtet; dieses ergibt sich aus der Datierung im Torkeilstein. Beim linken Scheunentrakt handelt es sich um ein ehemaliges Wohnhaus aus dem Ende des 18. Jahrhunderts. | 1841/1861                            | 4. Dezember 1985   | 90              |
| Wegekreuz                                   | Wegekreuz                                   | Leloh Leloh 24 Karte                             | Das Passionskreuz aus Holz mit Inschrift wurde im Jahr 1768 errichtet. | 1768                                 | 17. Oktober 1984   | 57              |
| Landwirtschaftliches Anwesen                | Landwirtschaftliches Anwesen                | Leloh Leloh 25 Karte                             | Bei dem landwirtschaftlichen Anwesen Leloh 25 handelt es sich um eine kleine Backsteinhofanlage, deren Erscheinungsbild geprägt wird durch Baumaßnahmen des ausgehenden 19. Jahrhunderts. An das abseits zur Straße gelegene, traufständige Wohnhaus - 2-geschossig in 5 Achsen - schließt in gleicher Flucht an den westlichen Giebel ein niedriges Stallgebäude an. Die Traufgesimse sind mittels auskragender Ziegelbänder profiliert. Die kleine Hofanlage ist im unmittelbaren Zusammenhang mit den übrigen Höfen des Weilers Leloh zu sehen; sie ist landschaftsprägend und aus siedlungsgeschichtlichen sowie volkskundlichen Gründen als Denkmal einzustufen. | 19. Jh.                              | 12. März 1986      | 99              |
| Wegekreuz                                   | Wegekreuz                                   | Leloh Leloh am Hof Herx Karte                    | Das Wegekreuz aus verputztem Werkstein mit Inschrift und Metallkorpus wurde im Jahr 1883 (Karl Winterscheidt) errichtet. | 1883                                 | 12. März 1986      | 98              |
| Hofanlage                                   | Hofanlage                                   | Amern Lotzemer 3–7 Karte                         | Bei dem Gebäude handelt es sich um ein unregelmäßig erweitertes Wohnhaus einer Hofanlage, das durch Realteilungen mehrfach verändert wurde. Bemerkenswert gut sind hier die Teilungsspuren abzulesen, da nach jeder Teilung durch Ausbaumaßnahmen mehr Raum geschaffen wurde. Der südliche Gebäudeteil ist der Rest eines Wohnstallhauses oder eine Kate des 18. Jahrhunderts. Die Gliederung des Giebels ist in den Fensteranordnungen bereits sehr früh verändert worden (Holzblockrahmen). Das Fugenbild zeigt aber im Wesentlichen noch das frühere Aussehen des Giebels. An der westlichen Traufe ist das Dach, wie an der Lage der holländischen Ecken zu sehen ist, höher gelegt worden. Die Firstlinie und die andere Traufseite wurden beibehalten. Das Dach ist das für diesen Gebäudetyp typische Krüppelwalmdach. Von dem ursprünglich vorhandenen Baukörper des 18. Jahrhunderts ist der Kaminblock erhalten, der auf der Grenze zur nächsten Baustufe steht. Der nördliche Gebäudeteil ist jünger (19. Jh.). Seine Firstlinie ist um 90 Grad versetzt, so dass über dem Drempel des südlichen Teils noch ein Giebel entsteht (T-Haus). Erschlossen ist dieses Gebäude durch einen Eingang an der Nordseite. Der Eingang besitzt ein Sandsteingewände. Tür, Fenster und Schlagläden sind wohl original erhalten. Im Inneren des Gebäudes ist die Raumaufteilung erhalten. Die Decken sind schlichte Kölner Decken. Der östliche Baukörper wurde in einer weiteren Baustufe an das Gebäude angefügt. Die Zierform in dem Mauerwerk lassen auf eine Entstehung um 1900 schließen. Dieser Ausbau ragt in den Südteil hinein, so dass hier die Firstlinie erheblich höher liegt. Das Dach schließt auch hier mit einem Krüppelwalmdach zum Südgiebel hin ab. Der Drempel an der Westseite wurde um so viel höher gelegt, dass an der Traufseite eine zweite Reihe Fenster zur Nutzung des Obergeschosses möglich wurde. Die Eintragung beschränkt sich auf das Wohnstallhaus mit seinen Erweiterungen. Die Nebengebäude bleiben hiervon unberührt. | 18. Jh.                              | 8. April 1988      | 113             |
| Landwirtschaftliches Anwesen                | Landwirtschaftliches Anwesen                | Lüttelforst Lüttelforst 25 Karte                 | Die vierflügelige Backsteinhofanlage wurde nach Schätzungen des Landschaftsverbandes Rheinland - Rheinisches Amt für Denkmalpflege - in der 2. Hälfte des 19. Jahrhunderts errichtet. Das zweigeschossige Wohnhaus in 2 : 3 Achsen weist eine Lisenengliederung auf. Die Eintragung beschränkt sich auf die Erhaltung der Fassade zur Straße Lüttelforst hin sowie die östliche Hausfassade Richtung Rickelrather Str. | 2. Hälfte des 19. Jh.                | 4. Dezember 1985   | 92              |
| Landhaus                                    | Landhaus                                    | Lüttelforst Lüttelforst 65 Karte                 | Das zweiflügelige Landhaus aus Backstein mit hervorragendem Fachwerkobergeschoss und Türmchen wurde in den 1920er-Jahren errichtet. Hierbei handelt es sich um ein charakteristisches Beispiel des sogenannten Heimatstils. | 20. Jh.                              | 4. Dezember 1985   | 93              |
| Landwirtschaftliches Anwesen „Schürensteg“  | Landwirtschaftliches Anwesen „Schürensteg“  | Lüttelforst Lüttelforst 77 Karte                 | Die 3-flügelige Hofanlage wurde im Jahr 1807 errichtet. Das eingeschossige Wohnhaus wurde aus Backstein mit Werksteingewänden im Erdgeschoss, Holzgewänden im Obergeschoss und Krüppelwalmdach errichtet. Die Scheunentrakte weisen Fachwerk auf, wobei die Straßenfassaden teilweise Backstein verblendet sind. | 1807                                 | 17. Oktober 1984   | 59              |
| Wegekreuz                                   | Wegekreuz                                   | Lüttelforst Lüttelforst 82 Karte                 | Das Wegekreuz aus Werkstein mit Sockel mit Inschrift und Kreuz mit Metallkorpus wurde im Jahre 1868 errichtet. | 1868                                 | 4. Dezember 1985   | 91              |
| Wohnhaus                                    | Wohnhaus                                    | Lüttelforst Lüttelforst 83 Karte                 | Das 2-geschossige Wohnhaus aus Backstein in 5 Achsen mit Werksteintürgewänden und Sohlbänken wurde im Jahr 1853 errichtet. Auf der Rückseite wurden mittlerweile Erneuerungen durchgeführt. | 1853                                 | 17. Oktober 1984   | 60              |
| Landwirtschaftliches Anwesen                | Landwirtschaftliches Anwesen                | Lüttelforst Lüttelforst 93 Karte                 | Die 3-flügelige Backsteinhofanlage mit 2-geschossigem Wohnhaus in 5 Achsen mit Holzgewänden wurde Anfang des 19. Jahrhunderts errichtet. | Anfang des 19. Jh.                   | 17. Oktober 1984   | 61              |
| Wohnhaus                                    | Wohnhaus                                    | Lüttelforst Lüttelforst 101 Karte                | Bei dem Gebäude handelt es sich um einen Teil eines traufenständigen, zweigeschossigen Wohnhauses mit 3 : 3 Achsen. Das Ständerwerk sowie die Raumdisposition sind im Inneren erhalten. Die Nebengebäude wurden teilweise erneuert, sind in ihrer Konstruktion aber noch vorhanden. | unbekannt                            | 3. Januar 1990     | 120             |
| Wohnhaus                                    | Wohnhaus                                    | Lüttelforst Lüttelforst 103 Karte                | Bei dem Gebäude handelt es sich um einen Teil eines traufenständigen, zweigeschossigen Wohnhauses mit 3 : 3 Achsen. Das Ständerwerk, schlichte Kölner Decken sowie die Raumdisposition sind im Innern erhalten. Die Nebengebäude wurden teilweise erneuert, sind in ihrer Konstruktion aber noch erhalten. | unbekannt                            | 3. Januar 1990     | 121             |
| Landwirtschaftliches Anwesen „Herbertshof“  | Landwirtschaftliches Anwesen „Herbertshof“  | Lüttelforst Lüttelforst 105 Karte                | Die 4-flügelige Backsteinhofanlage wurde im Jahr 1772 errichtet. Dieses ergibt sich aus der Eintragung in der alten Tortüre. Das 2-geschossige Wohnhaus in 6 Achsen und einer Torachse wurde aus Werksteingewänden mit Walmdach errichtet. Die Torachse mit Haubendach und die Scheunentrakte wurden um das Jahr 1900 und später verändert. | 1772                                 | 17. Oktober 1984   | 62              |
| Kath. Pfarrkirche St. Jakobus               | Kath. Pfarrkirche St. Jakobus               | Lüttelforst Lüttelforst 110 Karte                | Die Backsteinsaalkirche mit dreiseitigem Tor, Dreiecksgiebel an der Westfassade und Dachreiter wurde im Jahr 1802 errichtet. Die Datierung ergibt sich aus der Jahreszahl im Türsturz. Die Kirche weist eine Lisenengliederung und Segmentbogenfenster mit Werksteinrahmung sowie eine Jakobsfigur in einer Nische über dem Portal auf. | 1802                                 | 17. Oktober 1984   | 58              |
| Landwirtschaftliches Anwesen „Brandshof“    | Landwirtschaftliches Anwesen „Brandshof“    | Lüttelforst Lüttelforst 139 / 141 Karte          | Die 4-flügelige Backsteinhofanlage wurde im Jahr 1772 errichtet. Dieses ergibt sich aus der Eintragung in der alten Tortüre. Das 2-geschossige Wohnhaus in 6 Achsen und einer Torachse wurde aus Werksteingewänden mit Walmdach errichtet. Die Torachse mit Haubendach und die Scheunentrakte wurden um das Jahr 1900 und später verändert. | 1765                                 | 17. Oktober 1984   | 63              |
| Landwirtschaftliches Anwesen                | Landwirtschaftliches Anwesen                | Lüttelforst Lüttelforst 171 Karte                | Die 3-flügelige Backsteinhofanlage wurde im Jahre 1843 errichtet. Die Datierung ergibt sich aus dem Torkeilstein. Das 2-geschossige Wohnhaus in 7 Achsen mit Toreinfahrt wurde mit Werksteingewänden und Sohlbänken erbaut. Die Scheunentrakte sind teilweise neueren Datums. | 1843                                 | 17. Oktober 1984   | 64              |
| Lüttelforster Mühle                         | Lüttelforster Mühle                         | Lüttelforst Lüttelforst 301 / 303 Karte          | Die Backsteinwinkelhofanlage wurde in der 2. Hälfte des 18. Jahrhunderts errichtet. Das zweigeschossige Wohnhaus in 7 Achsen wurde mit Werksteingewänden und Sohlbänken erbaut. Das Mühlrad ist erhalten, jedoch im 19. Jh. verändert worden. Diese Mühle ist mit den anderen, z. T. weniger gut erhaltenen Mühlen an der Schwalm, ein anschauliches Zeugnis dafür, dass Getreide- und Ölmüllerei bedeutende historische Wirtschaftszweige waren. Diese Anschaulichkeit von Geschichte ist hier trotz späterer Veränderungen weiterhin gegeben. Die Eintragung bezieht sich auf: 1. Erhaltung der straßenseitigen Fassade des Mühlengebäudes mit ihrer Aufteilung und den Fensterformen, den zur Schwalm gelegenen Giebeln (mit Ausnahme des Fachwerkerkers) und der Dachform; 2. Erhaltung der Fassade (mit Teilung) und der Dachform des in gleicher Flucht anschließenden Gebäudes; 3. Erhaltung der Dachform und der Proportionen der im Winkel vorspringenden Scheune. | 2. Hälfte des 18. Jh.                | 17. September 1986 | 105             |
| Marktkreuz                                  | Marktkreuz                                  | Waldniel Markt Karte                             | Das Marktkreuz wurde 1724 von Bürgermeister Peillers, dessen Wappen der Kreuzschaft trägt, gestiftet. Das Kreuz ist ein Baudenkmal im Sinne des Landeskonservators, der es unbedingt erhalten wissen will. Bis heute ist das Kreuz unverändert geblieben abgesehen von einer starken Beschädigung am 8. September 1978. | 1724                                 | 8. Oktober 1984    | 7               |
| Wohnhaus                                    | Wohnhaus                                    | Waldniel Markt 12/14 Karte                       | Das 3-geschossige Wohnhaus in 3 Achsen mit Walmdach wurde im Jahr 1667 errichtet. | 1667                                 | 17. Oktober 1984   | 65              |
| Wohnhaus                                    | Wohnhaus                                    | Waldniel Markt 13 Karte                          | Die ehemalige 3-flügelige Hofanlage wurde im Jahre 1764 errichtet; davon erhalten ist das 2-geschossige Wohnhaus in 3 : 4 Achsen. Das Gebäude weist Rauputz mit Eckquaderung auf. Das Erdgeschoss wurde stark verändert. Man konnte Unterlagen vorlegen, dass in diesem Wohnhaus bereits im Jahre 1764 eine Apotheke untergebracht war. Bei dieser Apotheke handelt es sich um die älteste Apotheke des Kreises Viersen. | 1764                                 | 17. Oktober 1984   | 49              |
| Kath. Pfarrkirche St. Michael               | Kath. Pfarrkirche St. Michael               | Waldniel Markt 15 Karte                          | Die dreischiffige neugotische Backsteinbasilika wurde in der Zeit von 1878 bis 1883 nach den Plänen des Architekten Heinrich Wiethase errichtet. Beim Kirchturm handelt es sich um einen vorgesetzten viergeschossigen quadratischen Westturm, der ins Polygon übergeht. Er ist mit Backsteinlisenen verziert. Die neugotische Ausstattung ist bis auf die Glasfenster erhalten. | 1878–1883                            | 17. Oktober 1984   | 50              |
| Wohnhaus                                    | Wohnhaus                                    | Waldniel Markt 19/21, 21a Karte                  | Das Wohnhaus wurde um 1700 erbaut. Das Fachwerk ist derzeit verändert. Bei dem Wohnhaus handelt es sich um einen ehemals zweigeschossigen Stockwerksbau mit stark vortragendem Obergeschoss. Heute ist nur noch Fachwerk auf der Südostseite sichtig. Im 19. Jahrhundert und nach dem Zweiten Weltkrieg wurde das Wohnhaus durch Verblendung und Geschossanhebung im Erscheinungsbild stark beeinträchtigt. Das Gebäudealter und der Seltenheitswert rechtfertigen die Denkmaleigenschaft. | um 1700                              | 8. Oktober 1984    | 10              |
| Rathaus                                     | Rathaus                                     | Waldniel Markt 20 Karte                          | Das Rathaus wurde Mitte des 19. Jahrhunderts erbaut. Hierbei handelt es sich um ein Gebäude aus geschlämmtem Backstein in 6 Achsen mit Werksteinsockel, Rundbogenfenstern und Walmdach. Da an der Erhaltung des Rathauses ein öffentliches Interesse besteht, wurde dieses in die Denkmalliste eingetragen. | Mitte des 19. Jh.                    | 8. Oktober 1984    | 8               |
| Wohnhaus                                    | Wohnhaus                                    | Waldniel Markt 22 Karte                          | Die ehemalige 3-flügelige Fachwerkhofanlage wurde in den Jahren 1726, 1772 und 1777 errichtet. Das zweigeschossige Wohnhaus wurde in 5 Achsen mit verblendeter Backsteinfassade, Werksteingewänden und Walmdach errichtet. Bemerkenswert ist die alte Holztüre. Die Datierungen ergeben sich aus einem Wappen über der Türe und durch Ankersplinte auf der Rückseite und der Seite. | 1726, 1772, 1777                     | 17. Oktober 1984   | 66              |
| Wohnhaus                                    | Wohnhaus                                    | Waldniel Markt 23/25 Karte                       | Das Wohnhaus wurde im Jahre 1759 erbaut. Dies ergibt sich aus den Ankersplinten an der Fassade. Der 2-geschossige Backsteinbau in nichtdurchgezogenen Achsen wurde mit Fachwerk an der Seite, Kunststeinsockel und Walmdach errichtet. | 1759                                 | 17. Oktober 1984   | 51              |
| Wohnhaus                                    | Wohnhaus                                    | Waldniel Markt 32 Karte                          | Das 3-geschossige Wohnhaus in 3 Achsen mit Quaderputz wurde im 18. Jahrhundert errichtet. Das Erdgeschoss wurde durch einen Ladeneinbau verändert; die alte Holztüre ist erhalten. | 18. Jh.                              | 17. Oktober 1984   | 67              |
| Wohnhaus                                    | Wohnhaus                                    | Waldniel Markt 34 Karte                          | Das 2-geschossige Wohnhaus in 4 Achsen und mit Walmdach wurde im 18. Jahrhundert errichtet. Die Putzfassade wurde zum Ende des 19. Jahrhunderts angebracht. | 18. Jh.                              | 17. Oktober 1984   | 68              |
| Wohnhaus                                    | Wohnhaus                                    | Waldniel Markt 36 Karte                          | Die ehemalige 3-flügige Hofanlage wurde im Jahre 1627 und 1698 errichtet. Das 2-geschossige Wohnhaus in 3 Achsen mit abgewinkelter linker Achse wurde mit verputztem Fachwerk und Walmdach errichtet. Die Datierung ergibt sich durch Ankersplinte auf der Seite. Erhalten aus dieser Zeit ist auch eine alte Holztüre. | 1627, 1698                           | 17. Oktober 1984   | 69              |
| Wohnhaus                                    | Wohnhaus                                    | Waldniel Markt 40 Karte                          | Das 2-geschossige Wohnhaus in 5 Achsen mit 2 abgewinkelten rechten Achsen wurde im 18. Jahrhundert, teilweise in der 2. Hälfte des 19. Jahrhunderts, errichtet. Das Gebäude wurde mit Backstein und einem Walmdach errichtet. | 18. Jh., 2. Hälfte 19. Jh.           | 17. Oktober 1984   | 70              |
| Wohnhaus                                    | Wohnhaus                                    | Waldniel Markt 48/50 Karte                       | Das zweigeschossige Doppelwohnhaus in nicht durchgezogenen Achsen aus Backstein (rechte Hälfte) und geschlämmten Backstein (linke Hälfte) mit Holzgewänden und Walmdach wurde im 18. Jahrhundert errichtet. Das Erdgeschoss der linken Doppelhaushälfte wurde durch Ladeneinbau verändert. Die Eintragung beschränkt sich auf die Erhaltung der Fassade und des Daches. | 18. Jh.                              | 4. Dezember 1985   | 94              |
| Kriegerdenkmal                              | Kriegerdenkmal                              | Waldniel Marktplatz / Alter Kirchhof Karte       | Das Mahnmal besteht aus einem Basaltsarkophag auf einem gemauerten Bruchsteinmauerwerksockel mit zwei Feldern mit Kreuzen und in der Mitte einem Feld mit dem Spruch „Überwindet den Haß - suchet den Frieden“ sowie links des Basaltsarkophages einem Mauerpfeiler aus Bruchsteinplatten mit einem seitlichen Basaltkreuz, vorne einer Basaltplatte mit Heiligem Georg und zur linken Seite hin einer Tafel mit den Namen der Gefallenen von 1914 bis 1918. Das Mahnmal wird eingegrenzt durch eine mehrfach abgestufte, rechteckige Bruchsteinmauer. | 1721                                 | 10. November 1987  | 111             |
| Grabsteine                                  | Grabsteine                                  | Waldniel Marktplatz / Alter Friedhof Karte       | Bei den Grabsteinen aus Sandstein und Tuffstein handelt es sich um Steine aus dem 17. bis 19. Jahrhundert. | 17./19. Jh.                          | 17. Oktober 1984   | 71              |
| Wohnhaus                                    | Wohnhaus                                    | Waldniel Marktstraße 2 Karte                     | Das 2-geschossige Wohnhaus in 5:5 Achsen mit Mansardedach wurde um das Jahr 1800 errichtet. | 1800                                 | 17. Oktober 1984   | 48              |
| Wohnhaus mit Schmiede                       | Wohnhaus mit Schmiede                       | Waldniel Marktstraße 13 Karte                    | Das dreiachsige, zweigeschossige Wohnhaus mit vorgeblendeter Ziegelfassade wurde Ende des 19. Jahrhunderts errichtet. Der Kern mit Ständerwerk, Innenwänden aus Fachwerk Resten des Kaminblocks sind erheblich älter. In dem zurückliegenden Schuppen ist die Schmiede mit der Esse erhalten. Das Wohnhaus ist bedeutend für die Geschichte des Menschen und die Entwicklung des Ortes Waldniel. Die Schmiede dokumentiert die Arbeits- und Produktionsverhältnisse in der dörflichen Gemeinschaft. | Ende des 19. Jh.                     | 1. Februar 1990    | 122             |
| Mühlrather Mühle                            | Mühlrather Mühle                            | Amern Mühlrather Mühle 2 Karte                   | Die zweigeschossige Wassermühle mit rückwärtiger Eingangsfassade in fünf Achsen mit Werksteinportal, Holzgewände und Krüppelwalmdach wurde um 1800 errichtet. Die Mühlräder sind erhalten. Die Eintragung beschränkt sich auf die Erhaltung des Mühlgebäudes mit dem Mühlrad und der gegenüberliegenden Scheune. | um 1800                              | 7. Januar 1987     | 106             |
| Kriegerdenkmal                              | Kriegerdenkmal                              | Naphausen Naphausen 11–12 Karte                  | Es handelt sich um ein schlichtes steinernes Kreuz mit einem metallenen Kruzifixus. In der oberen Stufe des Sockels befinden sich seitlich zwei Inschrifttafeln mit den Namen der Kriegstoten des Ersten und des Zweiten Weltkrieges. Das Mittelteil des Sockels trägt die Inschrift „Wachet, stehet im Glauben. Seid mannhaft und seid stark“. Das Kriegerdenkmal ist ortsgeschichtlich bedeutend. Es zeigt die Anteilnahme der Einwohner der Sektion an den Kriegstoten und soll zukünftig Generationen an die Leiden und Opfer durch Kriege erinnern. Für die Erhaltung sprechen wissenschaftliche Gründe. | unbekannt                            | 29. Oktober 1991   | 126             |
| Stützmauer                                  | Stützmauer                                  | Waldniel Niederstraße Karte                      | Stützmauer aus Feldbrandsteinen mit diversen Stützpfeilervorlagen und Treppenaufgang, im Mittel ca. 3,50 m hoch, ca. 60 m lang; zeigt anschaulich die Abgrenzung zum Standort der ehemaligen Kirche Waldniels; innerhalb dieser Mauer befand sich die kirchliche Immunität und der erste Begräbnisplatz Waldniels. | unbekannt                            | 8. Januar 1991     | 124             |
| Kath. Pfarrhaus                             | Kath. Pfarrhaus                             | Waldniel Niederstraße 31 Karte                   | Das 2-geschossige Pfarrhaus in 5 Achsen aus Backstein mit Lisenengliederung, Treppengiebel und neugotischen Schmuckformen wurde im Jahre 1859 errichtet. Dies ergibt sich aus der Inschrift über der Tür. | 1859                                 | 17. Oktober 1984   | 72              |
| Wohnhaus                                    | Wohnhaus                                    | Waldniel Niederstraße 32 Karte                   | Das 2-geschossige Wohnhaus in nichtdurchgezogenen Achsen mit verputztem Bruchstein mit Fachwerk an der Seite wurde Ende des 17., Anfang des 18. Jahrhunderts errichtet. Anfang des 20. Jahrhunderts wurden die Fenster verändert und ein Walmdach errichtet. | Ende des 17. Jh./Anfang des 20. Jh.  | 17. Oktober 1984   | 73              |
| Wohnhaus                                    | Wohnhaus                                    | Waldniel Niederstraße 34 Karte                   | Das zweigeschossige Doppelwohnhaus in nicht durchgezogenen Achsen aus Backstein (rechte Hälfte) und geschlämmten Backstein (linke Hälfte) mit Holzgewänden und Walmdach wurde im 18. Jahrhundert errichtet. Das Erdgeschoss der linken Doppelhaushälfte wurde durch Ladeneinbau verändert. Die Eintragung beschränkt sich auf die Erhaltung der Fassade und des Daches. | 18. Jh.                              | 4. Dezember 1985   | 95              |
| Wohnhaus                                    | Wohnhaus                                    | Waldniel Niederstraße 36 Karte                   | Das 2-geschossige Wohnhaus in nichtdurchgezogenen Achsen mit Bruchstein mit Fachwerk und Krüppelwalmdach wurde Ende des 17., Anfang des 18. Jahrhunderts errichtet. Im Jahre 1981 wurde das Wohnhaus neu errichtet. | Ende des 17. Jh./Anfang des 18. Jh.  | 17. Oktober 1984   | 74              |
| Ehem. Schule Dilkrath                       | Ehem. Schule Dilkrath                       | Dilkrath Nordstraße 7 Karte                      | Die ehemalige Schule Dilkrath wurde in der 2. Hälfte des 19. Jahrhunderts errichtet. Hierbei handelt es sich um einen eingeschossigen Backsteinbau mit seitlichen dreiachsigen Flügeln und flachem Satteldach. Das Gebäude weist einen spitzübergiebelten Mittelresalit mit Eingangstür auf. Es wurde durch Ecklisenen und Konsolfries eingefasst. Sämtliche Öffnungen sind stichbogig. | 2. Hälfte des 19. Jh.                | 8. Oktober 1984    | 9               |
| Kath. Pfarrkirche St. Anton                 | Kath. Pfarrkirche St. Anton                 | Amern Polmansstraße Karte                        | Die kath. Pfarrkirche St. Anton wurde im Jahre 1491 erbaut. Hierbei handelt es sich um eine 3-schiffige Backsteinpseudobasilika mit 5/8 Chorschluss und Doppelturmfassade sowie Kreuzrippengewölbe. Die Kirche wurde 1898 nach Plänen des Architekten Lambert von Fisenne erweitert; dabei wurde die Doppelturmfassade vorgesetzt. Im Hof der Kirche befinden sich Grabkreuze des 18. Jahrhunderts aus Sandstein. | 1491/1898                            | 9. Oktober 1984    | 34              |
| Kriegerdenkmal                              | Kriegerdenkmal                              | Amern Polmansstraße Karte                        | Erbaut ca. 1934; quadratischer, über Treppen erreichbarer Ehrenhof; Zugang von Adlern bewacht; Mittelteil der Rückwand hochgezogen und von einer Arkratur durchbrochen; auf einem Backsteinsockel Natursteinsarkophag mit Christuskopf; auf dem Natursteindeckel ein im Liegen halb aufgerichteter Soldat; an den 4 Seiten 4 Gedenktafeln mit Namen; typisches Beispiel für den Geist der Entstehungszeit; Opferschale. | 1934                                 | 9. Oktober 1984    | 33              |
| Wegekreuz                                   | Wegekreuz                                   | Amern Polmansstraße Karte                        | Erbaut ca. 1934; quadratischer, über Treppen erreichbarer Ehrenhof; Zugang von Adlern bewacht; Mittelteil der Rückwand hochgezogen und von einer Arkratur durchbrochen; auf einem Backsteinsockel Natursteinsarkophag mit Christuskopf; auf dem Natursteindeckel ein im Liegen halb aufgerichteter Soldat; an den 4 Seiten 4 Gedenktafeln mit Namen; typisches Beispiel für den Geist der Entstehungszeit; Opferschale. | 1934                                 | 8. Oktober 1984    | 3               |
| Wegekreuz                                   | Wegekreuz                                   | Amern Polmansstraße/Ringstraße Karte             | Das Wegekreuz wurde Mitte des 19. Jahrhunderts errichtet. Das Kreuz mit Korpus ist aus Gusseisen, der Korpus wurde geschlämmt. | Mitte des 19. Jh.                    | 8. Oktober 1984    | 2               |
| Landwirtschaftliches Anwesen                | Landwirtschaftliches Anwesen                | Amern Polmansstraße 6 a Karte                    | Bei dem Gebäude handelt es sich um eine im Jahre 1779 errichtete 3-flügelige Backsteinhofanlage. Das 1-geschossige Wohnhaus wurde mit einem Krüppelwalmdach versehen. Die Haustür und Fensterbänder wurden im 19. Jahrhundert verändert. | 1779/19. Jh.                         | 9. Oktober 1984    | 35              |
| Wohn- und Geschäftshaus                     | Wohn- und Geschäftshaus                     | Amern Polmansstraße 8 Karte                      | Das Gebäude Polmansstr. 8 steht an der Ecke zur Straße An St. Anton, in Sichtweite der Pfarrkirche. Die Straße führt direkt auf die Giebelseite zu und biegt vor dieser in einer Kurve ab. Das zweigeschossige, giebelständig zur Polmansstraße stehende Backsteingebäude wurde um 1900 als Geschäfts- und Vereinshaus errichtet. Drei bzw. fünf Fensterachsen mit zum größten Teil original gesprossten Holzfenstern gliedern die Fassaden. Eine Traufseite ist fensterlos. Die beiden Schauseiten zur katholischen Pfarrkirche und zur Polmansstraße sind mit Lisenen, Gurt- und Kranzgesims, Treppenfries, hellem und dunklerem Backstein geschmückt. Ein Balkon mit schmiedeeisernem Gitter auf wuchtigen, akanthusgeschmückten Putzkonsolen und die florale Putzrahmung der Fenster zeichnen das erste Obergeschoss, in dem sich der Versammlungssaal mit einer originalen Stuckdecke befindet, besonders aus. | um 1900                              | 25. Januar 1996    | 137             |
| Teilgebäude des Printzenhofes               | Teilgebäude des Printzenhofes               | Amern Printzenhof 18-20a Karte                   | Das Gebäude ist Teil einer im Jahre 1779 errichteten vierflügeligen Backsteinhofanlage. | 1779                                 | 29. September 1989 | 119             |
| Wohnhaus                                    | Wohnhaus                                    | Waldniel Pumpenstraße 16 Karte                   | Das Gebäude Pumpenstr. 16 ist ein dreigeschossiges Fachwerkhaus, das offensichtlich ein gut erhaltenes Beispiel für ein altes Waldnieler Bürgerhaus darstellt. Es wurde mindestens im 18. Jh. errichtet; eine frühere Entstehung kann nicht ausgeschlossen werden. Das schmale Haus besitzt in der Tiefe drei Abteilungen: in der Mitte ein hoher Küchenraum, der heute die beiden oberen Geschosse durchläuft, aber ehemals wohl auch das Erdgeschoss umfasste. Hier befindet sich noch der alte Kaminblock. Die vordere wie die hintere Abteilung sind 3-geschossig, wobei zumindest die Obergeschoss-Kammern sehr niedrig sind. Im vorderen Teil ist das Haus unterkellert. | 18. Jh.                              | 7. Januar 1987     | 107             |
| Wohnhaus                                    | Wohnhaus                                    | Waldniel Pumpenstraße 25 Karte                   | Das 2-geschossige Wohnhaus mit verputztem Backstein in 4:2 Achsen mit Walmdach wurde Anfang des 19. Jahrhunderts errichtet. Das Gebäude weist im Obergeschoss Holzwände auf. | Anfang 19. Jh.                       | 17. Oktober 1984   | 75              |
| Wohnhaus                                    | Wohnhaus                                    | Waldniel Pumpenstraße 30 Karte                   | Das 2-geschossige Wohnhaus wurde mit geschlämmtem Backstein in 3 Achsen und Holzgewänden errichtet. Der Anbau wurde ebenfalls mit Holzgewänden errichtet. | unbekannt                            | 4. Dezember 1984   | 96              |
| Landwirtschaftliches Anwesen                | Landwirtschaftliches Anwesen                | Amern Raderberg 1 Karte                          | Die 4-flügelige Backsteinhofanlage wurde Ende des 18. Jahrhunderts errichtet. Das 2-geschossige Wohnhaus in nichtdurchgezogenen Achsen wurde im 20. Jahrhundert verändert. Das Stallgebäude ist älter als die übrige Hofanlage. | Ende des 18. Jh., Anfang des 20. Jh. | 17. Oktober 1984   | 76              |
| Radermühle                                  | Radermühle                                  | Amern Radermühle Karte                           | Die 4-flügelige Hofanlage Radermühle ist in ihrer Gesamtheit als Denkmal zu betrachten. Als hervorragendes Objekt niederrheinischer Baukunst aus der Mitte des 18. Jahrhunderts ist das zweigeschossige, in Ziegeln errichtete Wohnhaus mit der rechts in gleicher Flucht zur Straße anschließenden zweiteiligen, wohl gleichzeitig errichtete Toranlage einzustufen. Die geschlossene 5-achsige, der Straße zugewandte Traufseite, erhält durch einen dem mit einem Krüppelwalmdach gedeckten Mansardgeschoss vorgeblendetem Giebel, der von kräftigen Gesimsen begleitet und einem Rundfenster durchbrochen wird, eine Betonung über der mittleren Gebäudeachse. Fenster- und Türgewände sowie das des großen Hoftores sind in Werkstein ausgeführt. Der unveränderte Baukörper des Wohnhauses stellt - mit der Toranlage - ein sehr gutes Zeugnis für die herrschaftliche Architektursprache aus der Mitte des 18. Jahrhunderts dar. Beide bedürfen - um in ihrer Ablesbarkeit, ihrem Kontext erhalten zu bleiben - der geschlossenen Hofanlage, die in der Mehrzahl ihrer Gebäude. wohl aus dem 19. Jh. stammt. | Mitte des 18. Jh.                    | 12. März 1986      | 100             |
| Landwirtschaftliches Anwesen                | Landwirtschaftliches Anwesen                | Amern Renneper Straße 13 Karte                   | Diese Hofanlage zeigt anschaulich die Entwicklung bäuerlicher Siedlungsformen. Das ehemalige Wohnstallhaus, das heute zu Wohnzwecken ausschließlich genutzt wird, und dessen Ständerwerk erhalten ist, sowie der Kern der Scheune markieren dabei die älteren Bauteile (wahrscheinlich 18. Jh.). Das Wohnhaus wurde gegen Ende des 19. Jh. mit einer schlicht gestalteten Putzfassade versehen. Das Torhaus ist ein typischer Vertreter seiner Art. Bemerkenswert ist aber der Kuhstall, der in seinem Straßengiebel die Stilformen der Industriearchitektur aus dem Anfang des 20. Jh. aufgreift. Der 1909 errichtete Stall zeigt hier eine aufwändige Gestaltung mit Rundbogenfenstern. Die außen liegende Traufseite zeigt ihre Originalgestaltung mit verschiedenen Fenstergrößen und Türen in einem gleichbleibenden Wechsel. Zum Innenhof befindet sich über der Traufe ein Aufzugerker mit Staffelgiebel. Das Innere des Stalls ist komplett erhalten. Neben der zeittypischen Kappendecke fällt hier besonders der Futtertrog auf, der mit glasierten Ornamentkacheln verkleidet ist. | Ende des 19. Jh.                     | 1. Juni 1988       | 115             |
| Heiligenhäuschen                            | Heiligenhäuschen                            | Amern Renneper Straße 66 Karte                   | Das Heiligenhäuschen ist ein aus einem quadratischen Sockel hochgemauerter kleiner Backsteinbau, geschlämmt mit Kreuzgiebel, aus dem 17. Jahrhundert; an allen vier Seiten sind Nischen mit kleinen Holzfiguren vorhanden. | 17. Jh.                              | 17. Oktober 1984   | 44              |
| Wasserturm                                  | Wasserturm                                  | Steeg Rickelrather Straße 76 Karte               | Der Wasserturm wurde 1926/27 im Rahmen der Notstandsarbeiten durch die Gemeinde Waldniel erbaut. Der Bau wurde notwendig, da das bisher durch Pumpen geförderte Wasser für den menschlichen Genuss nicht mehr brauchbar war. Da gleichzeitig ein Rohrsystem zur Versorgung Waldniels gebaut werden musste, verschuldete sich die Gemeinde derart, dass die gesamte Wasserversorgung in den ersten Jahren defizitär arbeitete. Der Wasserturm wurde in Backstein errichtet. Sein Schacht verjüngt sich bis unterhalb des Wasserbehälters, der dadurch leicht vorragt. Als verbindendes Element zwischen Schacht und Kopf dienen Lisenen, die im unteren Drittel des Schachtes ansetzen und oberhalb des Kopfes in einem niedrigen Zinnenkranz auslaufen. In den dadurch entstandenen Feldern befinden sich teilweise Schlitzfenster, durch die die Lisenengliederung wieder aufgegriffen wird. Der Sockel des Turmes ist verputzt. Der Wasserturm ist aus lokalhistorischen Gründen bedeutend und gleichzeitig ein Zeichen für Entwicklung der Lebensweise in Waldniel. Darüber hinaus ist er eine wichtige Landmarke im Weichbild der Landschaft. | 1926/27                              | 29. Oktober 1991   | 127             |
| Landwirtschaftliches Anwesen                | Landwirtschaftliches Anwesen                | Vogelsrath Smetsend 19 Karte                     | Die 4-flügelige Backsteinhofanlage wurde im Jahre 1864 erbaut. Die Datierung ergibt sich aus dem Türsturz. Das 1-geschossige Wohnhaus wurde giebelständig mit Krüppelwalmdach errichtet. | 1864                                 | 9. Oktober 1984    | 37              |
| Landwirtschaftliches Anwesen                | Landwirtschaftliches Anwesen                | Vogelsrath Smetsend 20 Karte                     | Die 4-flügelige Backsteinhofanlage wurde Anfang des 19. Jahrhunderts erbaut. Das 2-geschossige Wohnhaus in 6 Achsen wurde mit Werksteingewänden und Sohlbänken errichtet. | Anfang des 19. Jh.                   | 9. Oktober 1984    | 38              |
| Landwirtschaftliches Anwesen                | Landwirtschaftliches Anwesen                | Birgen Stöcken 8 Karte                           | Die vierflügelige Backsteinhofanlage wurde im Jahre 1786 erbaut. Dieses ergibt sich aus den Ankersplinten an der Front. Das eingeschossige Wohnhaus wurde giebelständig in fünf Achsen errichtet. Die Scheunentrakte sind neueren Datums. | 1786                                 | 4. Dezember 1985   | 84              |
| Landwirtschaftliches Anwesen                | Landwirtschaftliches Anwesen                | Ungerath Ungerath 309 Karte                      | Die vierflügelige geschlossene Backsteinhofanlage wurde im Jahre 1872 erbaut. Dieses ergibt sich aus der Jahreszahl im Torkeilstein. Das zweigeschossige Wohnhaus in 5 Achsen wurde mit Werksteinsohlbänken erbaut. Die Hofanlage stellt die klassische Form eines Hofes am linken Niederrhein dar, die sich in ihrer Funktionalität und Geschlossenheit bis in die 1920/30er Jahre erhalten hat. Diese Hofform ist somit zu einem die Kulturlandschaft prägenden Element geworden, das im Zuge von Hoferweiterung, Aussiedlerhöfen und der Aufgabe kleinerer Anwesen seit dem Ende der 1950er Jahre immer mehr aus der Landschaft schwindet. Zu den wenigen Repräsentationsformen einfacher ländlicher Architektur des 19. Jh. ist das Torhaus zu rechnen. Das hier vorliegende Beispiel - „1872“ im Torkeilstein datiert - trägt wesentlich das Erscheinungsbild der Hofanlage. Das 5-achsige, traufenständige zweigeschossige Wohnhaus - in Ziegeln errichtet - ist weitestgehend unverändert und zählt zu den Beispielen ländlicher Architektur wohl ab Mitte des 19. Jh. Der in sich geschlossene, auf der Traufseite mittig geschlossene Baukörper stellt sich in seiner Maßstäblichkeit zur Umgebung wie zu den übrigen Hofgebäuden als erhaltens- und schützenswertes Objekt im Inneren wie Äußeren dar. Die Eintragung beschränkt sich auf das Wohnhaus sowie die Erhaltung der Straßenfront des Torhauses und der vierflügeligen Struktur. | 1872                                 | 17. September 1986 | 104             |
| Landwirtschaftliches Anwesen                | Landwirtschaftliches Anwesen                | Waldniel Ungerather Kirchweg 39 Karte            | Die vierflügelige geschlossene Backsteinhofanlage wurde im Jahre 1824 errichtet. Dieses ergibt sich aus den Schmuckankersplinten an der Front. Das zweigeschossige Wohnhaus wurde in nichtdurchgezogenen Achsen und Krüppelwalmdach erbaut. Es ist noch eine alte Tür mit Holzgewände vorhanden. | 1824                                 | 4. Dezember 1985   | 97              |
| Kriegerdenkmal                              | Kriegerdenkmal                              | Ungerath Ungerather Straße Karte                 | Den Mittelpunkt der Anlage bildet ein schlichtes Wegekreuz aus dem Jahr 1867. Das Kreuz steht auf einem mehrfach gestuften Sockel, der die Datierung und die Initialen PMF CGB trägt. Der gusseiserne Kruzifixus ist in den Details sehr gut gearbeitet. 1918 wurde hinter das Kreuz eine Mauer mit zwei seitlichen Pfeilern gesetzt, auf denen Soldatenhelme liegen. Auf der Mauer stehen vier Inschrifttafeln mit halbrundem oberen Abschluss. Auf diesen Tafeln befinden sich jeweils ein eisernes Kreuz und die Namen der Kriegstoten der Sektion. Auf dem Sockel des Wegekreuzes wurde später noch eine Tafel aufgelegt, die die Namen der Kriegstoten des Zweiten Weltkrieges enthält. Das Kriegerdenkmal ist ortsgeschichtlich bedeutend. Es zeigt die Anteilnahme der Einwohner der Sektion an den Kriegstoten und soll zukünftige Generationen an die Leiden und Opfer durch Kriege erinnern. | 1867                                 | 25. Februar 1991   | 125             |
| Haus Klee und Umfassungsmauer vom Park      | Haus Klee und Umfassungsmauer vom Park      | Waldniel Ungerather Straße 9 Karte               | Das am Ortsausgang gelegene Haus, das bereits im 14. Jahrhundert bestand, war Brüggener Sattelehen im Besitz der Herren von Loevenich, von der Eicken, von Holthausen, von Ketzgen, von Hompesch und von Roth-Pongylok. Der Seifenfabrikant Eduard Rosbach aus Barmen baute von 1870 bis 1874 ein neues Haus. 1908 wurde der Besitz an Heinrich Ferdinand Bartels verkauft und 1911 an den Kommerzienrat Josef Kaiser. Er ließ das Haus 1936 bis 1938 im englischen Landhausstil umbauen, an fast der gleichen Stelle wie das alte Haus Clee. Von den Erben Kaisers kaufte das Mutterhaus der Dominikanerinnen von Bethanien in Venlo am 8. Dezember 1951 Haus Clee. Am 1. Januar 1952 nahmen die ersten vier Schwestern die Arbeit auf und 1956 erfolgte nach Um- und Neubauten die Einrichtung als Jugend- und Kinderdorf. Denkmalwert ist das Herrenhaus und die Umfassungsmauer mit den zwei Toren. Das Herrenhaus ist zweigeschossig in sechs Achsen in Backstein errichtet. Später wurden zwei Seitenrisalite angebaut, die heute ebenfalls zweigeschossig sind und nach mehreren Ausbaustufen jeweils drei Achsen umfangen. Bemerkenswert ist die Inneneinrichtung des Gebäudes (Treppenhaus, Parkettböden, Holzvertäfelungen etc.). Die Umfassungsmauer ist in Backstein ausgeführt und durch neugotische Stützpfeiler gegliedert. Diese Mauer ist sehr wahrscheinlich eine Arbeit des bedeutenden Architekten Ernst Zwirner (1802–1861). | 14. Jh., 1936–38                     | 7. Mai 1992        | 128             |
| Ehemaliger Wasserturm                       | Ehemaliger Wasserturm                       | Waldniel Ungerather Straße 10 Karte              | Beim Wasserturm handelt es sich um einen quadratischen Backsteinturm mit Sandsteinlagen; das über den Konsolen vortragende Obergeschoss ist verbrettert. Der Wasserturm verfügt über eine spitze verschieferte Haube. Das Objekt weist gotische Formen auf. | unbekannt                            | 17. Oktober 1984   | 77              |
| Teil eines Gutshofes                        | Teil eines Gutshofes                        | Waldniel Ungerather Straße 17-21 Karte           | Bestandteile des Gutshofes bei Haus Clee sind die baulichen Anlagen Ungerather Straße 17-21, 27 und 29, sie bilden ein einheitliches Baudenkmal (Ensemble). Nach späterer Überlieferung wurde Haus Clee in der 1. Hälfte des 14. Jahrhunderts gegründet. Die erste sichere Erwähnung erfolgte anlässlich der Belehnung des Kornelius von Loevenich im Jahre 1495. Nach mehrfachem Besitzerwechsel war der letzte adelige Eigentümer Karl Ludwig von Roth; seine Tochter Maria Anna Berta heiratete den Barmer Kaufmann Franz Wilhelm Eduard Rosbach. Beider Sohn Georg Bartholomäus Eduard verkaufte Haus Clee 1908 an den aus Barmen gebürtigen Fabrikanten Heinrich Ferdinand Bartels. Von diesem erwarb 1911 Kommerzienrat Josef Kaiser aus Viersen, der Gründer von „Kaisers-Kaffee-Geschäft“, den Besitz. An Stelle des im Jahre 1762 grundlegend erneuerten alten Hauses Clee ließ F. W. E. Rosbach 1870–1874 einen vollständigen Neubau errichten. Herrenhaus, Umfriedung, Gärtnerei und Wasserturm entstanden nach Plänen aus dem Büro des für den Historismus bedeutenden Architekten Edwin Oppler. Man nimmt an, dass zu dieser Zeit auch der Park angelegt wurde; jedoch bedarf es hier noch weiterer Forschungen. Auf bis dahin noch unbebautem Gelände entstand gleichzeitig mit dem Herrenhaus nach Plänen eines anderen, bislang unbekannten Architekten, der Gutshof. Das Rosbachsche Herrenhaus wich 1936/1937 dem noch heute bestehenden Landhaus, das im Stil seiner Entstehungszeit die Geschichte von Haus Clee fortschreibt. Das Nebengebäude Ungerather Str. 17–21 ist in unmittelbarem Zusammenhang mit der im Wesentlichen einheitlich gestalteten Gutshofanlage zu sehen. Der Gutshof ist eine rechteckige Vierflügelanlage aus Backstein entlang der Ungerather Straße. Die Mitte nimmt das Wohn- und Verwaltungsgebäude ein, welches zweigeschossig in fünf Achsen mit übergiebeltem Mittelresalit angelegt ist. Es kann durch das vorgezogene Dach mit Holzabstützung (auch „Schweizer Landhausstil“ genannt), zugeordnet werden. Hierbei handelt es sich für die Entstehungszeit des Gebäudes typischen Stils, der allerdings vorwiegend für (städtische) Villenbauten verwendet worden ist. Dass das Wohnhaus des Gutshofes diesen Stil aufnimmt, spricht für ein Selbstverständnis des Bauherrn, das dem Wandel entspricht, der sich im Stadt-Land-Verhältnis in der Zeit (Industrialisierung, Verstädterung) vollzog. Die besondere Stellung dieses Hauses in der Anlage zeigt sich auch im höheren Aufwand der baulichen Ausgestaltung der Außenseiten, die mit Putz oder Werksteingesimsen, Balustraden in den Fensterbrüstungen des Obergeschosses und einer Putzfries-Zone am Drempel mit neo-renaissancehaftem Kassettendekor ausgearbeitet sind. Seitlich schlossen niedrige, eingeschossige Trakte mit einer Holzverkleidung im oberen Teil an, von denen der östliche in jüngerer Zeit teilweise durch einen dreigeschossigen Neubau ersetzt wurde. Die seitlichen Abschlüsse der Straßenfront werden durch die Giebel der kürzeren, in die Grundstückstiefe führenden Quertrakte gebildet. Auch an der Rückseite des Hofes setzt sich die Eingeschossigkeit fort, der Mittelteil ist jedoch als Pendant zum Wohn- und Verwaltungsgebäude erhöht und mit einem zweigeschossigen übergiebelten Mittelresalit versehen. Im Kreuzungspunkt seiner Dachfirste saß einst ein Uhrtürmchen. Der sparsame architektonische Zierrat beschränkt sich auf Gliederungen durch Lisenen und Konsolfriese aus dem verwendeten Backstein. Der Torhaustrakt ist eine Ausnahme, da er teilweise holzverkleidet ist. Fenster und Türen besitzen bzw. besaßen Stichbogen, die Obergiebel der Wirtschaftsgebäude zeigen rundbogige Öffnungen (Okuli- und Rundbogenfenster), die in ihrer Zusammenstellung Stilelemente des Sakralbaus als nobilitierendes Zitat übernehmen. Der Gutshof ist also bei näherem Hinsehen trotz einer Reihe von Änderungen und Einbauten noch als solcher erkennbar. Die späteren Einbauten in den Hof sowie der dreigeschossige Neubau östlich des Wohn- und Verwaltungsgebäudes sind nicht Teil des die Historie dokumentierenden Bestandes. Trotz zahlreicher Veränderungen im baulichen Detail steht der Gutshof auch heute für einen im 19. Jahrhundert typischen Prozess: die Aneignung adeliger Lebensformen und zu Geld gekommenen Bürger. Kaufleute und Fabrikanten erwarben durch Kauf oder -wie im vorliegenden Fall - durch Heirat Adelssitze, nahmen entsprechend ihren Vorstellungen die Lebensweise des Landadels an und wandten sich der Landwirtschaft zu. Neben dem höheren gesellschaftlichen Ansehen, dass der Landbesitz mit sich brachte, war damit in vielen Fällen der Aufstieg in die höchste Wählerklasse verbunden. Zugleich konnte man sich Hoffnung auf eine spätere Nobilitierung machen. Im Falle von F. W. E. Rosbach erfüllte sich diese freilich nicht. Haus Clee ist wichtiger Bestandteil der Geschichte von Waldniel. Von hier aus wurde verschiedentlich die reformierte Gemeinde des Ortes unterstützt. Haus Clee nimmt mit den dazugehörigen Anlagen den Bereich südlich von Waldniel weitgehend und auch heute noch dominierend in Anspruch. Eine Änderung ist hier erst durch die Wohnbebauung jüngster Zeit eingeleitet worden. Der Gutshof bildet aber nach wie vor eine auffallende Baugruppe an der Ungerather Straße. Des Weiteren ist die Gesamtanlage von großer Bedeutung für die Entwicklung der Arbeits- und Produktionsbedingungen. Die Erfindung des Kunstdüngers und die Entwicklung von Maschinen veränderten seit der Mitte des 19. Jahrhunderts die traditionellen Produktionsmethoden der Landwirtschaft. Bürgerliche Kaufleute und Fabrikanten gehörten zu den ersten, die die ihnen vertrauten Arbeitsweisen des Industriezeitalters auf die Agrarproduktion übertrugen. Gutshöfe wie der von Haus Clee bildeten die Prototypen moderner Agrarfabriken, die sich bis an die Zeit nach dem Zweiten Weltkrieg als lebensfähig erwiesen. Noch zu Beginn der 1930er Jahre galt die in Haus Clee betriebene Landwirtschaft als mustergültig. Zu den Kennzeichen dieser modernen Form der Landwirtschaft gehörte, dass sie nicht mehr wie in älterer Zeit von einem Pächter betrieben wurde, der seinem adligen Herrn zu bestimmten Zeiten den Pachtzins erlegen musste, sondern von einem Verwalter, der seinem Arbeitgeber jederzeit verantwortlich war. Das Verwaltungsgebäude auf dem Gutshof zeigte, wer hier das Sagen hatte; das abseits gelegene Herrenhaus machte zugleich deutlich, dass über dem Verwalter der Eigentümer des Betriebes stand. Frühe „Agrarfabriken“ dieser Art sind selten geworden. Als Bestandteil von Haus Clee macht der Gutshof die wirtschaftliche Basis eines solchen Landsitzes deutlich. Er steht zugleich für die intensive Hinwendung der bürgerlichen Besitzer zur Landwirtschaft, der zunächst der Wunsch nach Steigerung des gesellschaftlichen Ansehens zugrunde liegt. Allerdings entspricht diese Wirtschaftsweise nicht mehr der traditionellen Form, die der Landadel praktiziert hatte, sondern ist ganz von den ökonomischen Vorstellungen des durch Handel und Industrie zu Besitz gekommenen Bürgertums geprägt. Der Bürger betreibt also als Gutsherr Landwirtschaft, weil damit gesellschaftliches Ansehen verbunden ist, aber die Landwirtschaft muss - wie die Fabrik - Profit bringen. Die Architektur des Gutshofes mit ihren sparsamen Backsteingliederungen folgt nicht den traditionellen Formen des Bauernhofes, sondern ist am Vorbild der Industriearchitektur orientiert. Dies ist besonders deutlich an der großen Halle außerhalb des geschlossenen Hofes. Auch das Wohn- und Verwaltungsgebäude setzt sich deutlich und bewusst von der überkommenen Form ländlichen Bauens ab. Die Mehrzahl der Fenster- und Türöffnungen der Hofanlage ist erheblich und bis hin zur Beeinträchtigung verändert. Ein- und Umbauten vermindern darüber hinaus die Anschaulichkeit zusätzlich. | 1. Hälfte 14. Jh.                    | 1. Juni 1993       | 130             |
| Teil eines Gutshofes                        | Teil eines Gutshofes                        | Waldniel Ungerather Straße 27 Karte              | Bestandteile des Gutshofes bei Haus Clee sind die baulichen Anlagen Ungerather Straße 17-21, 27 und 29, sie bilden ein einheitliches Baudenkmal (Ensemble). Nach späterer Überlieferung wurde Haus Clee in der 1. Hälfte des 14. Jahrhunderts gegründet. Die erste sichere Erwähnung erfolgte anlässlich der Belehnung des Kornelius von Loevenich im Jahre 1495. Nach mehrfachem Besitzerwechsel war der letzte adelige Eigentümer Karl Ludwig von Roth; seine Tochter Maria Anna Berta heiratete den Barmer Kaufmann Franz Wilhelm Eduard Rosbach. Beider Sohn Georg Bartholomäus Eduard verkaufte Haus Clee 1908 an den aus Barmen gebürtigen Fabrikanten Heinrich Ferdinand Bartels. Von diesem erwarb 1911 Kommerzienrat Josef Kaiser aus Viersen, der Gründer von „Kaisers-Kaffee-Geschäft“, den Besitz. An Stelle des im Jahre 1762 grundlegend erneuerten alten Hauses Clee ließ F. W. E. Rosbach 1870–1874 einen vollständigen Neubau errichten. Herrenhaus, Umfriedung, Gärtnerei und Wasserturm entstanden nach Plänen aus dem Büro des für den Historismus bedeutenden Architekten Edwin Oppler. Man nimmt an, dass zu dieser Zeit auch der Park angelegt wurde; jedoch bedarf es hier noch weiterer Forschungen. Auf bis dahin noch unbebautem Gelände entstand gleichzeitig mit dem Herrenhaus nach Plänen eines anderen, bislang unbekannten Architekten, der Gutshof. Das Rosbachsche Herrenhaus wich 1936/1937 dem noch heute bestehenden Landhaus, das im Stil seiner Entstehungszeit die Geschichte von Haus Clee fortschreibt. Der Gutshof ist eine rechteckige Vierflügelanlage aus Backstein entlang der Ungerather Straße. Das Nebengebäude Ungerather Str. 17–21 ist in unmittelbarem Zusammenhang mit der im Wesentlichen einheitlich gestalteten Gutshofanlage zu sehen. Die seitlichen Abschlüsse der Straßenfront werden durch die Giebel der kürzeren, in die Grundstückstiefe führenden Quertrakte gebildet. Hier setzt sich die eingeschossige Bebauung, welche einheitlich aus Backstein errichtet wurde, fort. Der sparsame architektonische Zierrat beschränkt sich auf Gliederungen durch Lisenen und Konsolfriese aus dem verwendeten Backstein. Fenster und Türen besitzen bzw. besaßen Stichbogen, die Quergiebel der Wirtschaftsgebäude zeigen rundbogige Öffnungen (Okuli- und Rundbogenfenster), die in ihrer Zusammenstellung Stilelemente des Sakralbaus als nobilitierendes Zitat übernehmen. Der Gutshof ist also bei näherem Hinsehen trotz einer Reihe von Änderungen und Einbauten noch als solcher erkennbar. Die späteren Einbauten in den Hof sowie der dreigeschossige Neubau östlich des Wohn- und Verwaltungsgebäudes sind nicht Teil des die Historie dokumentierenden Bestandes. Trotz zahlreicher Veränderungen im baulichen Detail steht der Gutshof auch heute für einen im 19. Jahrhundert typischen Prozess: die Aneignung adeliger Lebensformen und zu Geld gekommenen Bürger. Kaufleute und Fabrikanten erwarben durch Kauf oder -wie im vorliegenden Fall - durch Heirat Adelssitze, nahmen entsprechend ihren Vorstellungen die Lebensweise des Landadels an und wandten sich der Landwirtschaft zu. Neben dem höheren gesellschaftlichen Ansehen, dass der Landbesitz mit sich brachte, war damit in vielen Fällen der Aufstieg in die höchste Wählerklasse verbunden. Zugleich konnte man sich Hoffnung auf eine spätere Nobilitierung machen. Im Falle von F. W. E. Rosbach erfüllte sich diese freilich nicht. Haus Clee ist wichtiger Bestandteil der Geschichte von Waldniel. Von hier aus wurde verschiedentlich die reformierte Gemeinde des Ortes unterstützt. Haus Clee nimmt mit den dazugehörenden Anlagen den Bereich südlich von Waldniel weitgehend und auch heute noch dominierend in Anspruch. Eine Änderung ist hier erst durch die Wohnbebauung jüngster Zeit eingeleitet worden. Der Gutshof bildet aber nach wie vor eine auffallende Baugruppe an der Ungerather Straße. Des Weiteren ist die Gesamtanlage von großer Bedeutung für die Entwicklung der Arbeits- und Produktionsbedingungen. Die Erfindung des Kunstdüngers und die Entwicklung von Maschinen veränderten seit der Mitte des 19. Jahrhunderts die traditionellen Produktionsmethoden der Landwirtschaft. Bürgerliche Kaufleute und Fabrikanten gehörten zu den ersten, die die ihnen vertrauten Arbeitsweisen des Industriezeitalters auf die Agrarproduktion übertrugen. Gutshöfe wie der von Haus Clee bildeten die Prototypen moderner Agrarfabriken, die sich bis an die Zeit nach dem Zweiten Weltkrieg als lebensfähig erwiesen. Noch zu Beginn der 1930er Jahre galt die in Haus Clee betriebene Landwirtschaft als mustergültig. Zu den Kennzeichen dieser modernen Form der Landwirtschaft gehörte, dass sie nicht mehr wie in älterer Zeit von einem Pächter betrieben wurde, der seinem adligen Herrn zu bestimmten Zeiten den Pachtzins erlegen musste, sondern von einem Verwalter, der seinem Arbeitgeber jederzeit verantwortlich war. Das Verwaltungsgebäude auf dem Gutshof zeigte, wer hier das Sagen hatte; das abseits gelegene Herrenhaus machte zugleich deutlich, dass über dem Verwalter der Eigentümer des Betriebes stand. Frühe „Agrarfabriken“ dieser Art sind selten geworden. Als Bestandteil von Haus Clee macht der Gutshof die wirtschaftliche Basis eines solchen Landsitzes deutlich. Er steht zugleich für die intensive Hinwendung der bürgerlichen Besitzer zur Landwirtschaft, der zunächst der Wunsch nach Steigerung des gesellschaftlichen Ansehens zugrunde liegt. Allerdings entspricht diese Wirtschaftsweise nicht mehr der traditionellen Form, die der Landadel praktiziert hatte, sondern ist ganz von den ökonomischen Vorstellungen des durch Handel und Industrie zu Besitz gekommenen Bürgertums geprägt. Der Bürger betreibt also als Gutsherr Landwirtschaft, weil damit gesellschaftliches Ansehen verbunden ist, aber die Landwirtschaft muss - wie die Fabrik - Profit bringen. Die Architektur des Gutshofes mit ihren sparsamen Backsteingliederungen folgt nicht den traditionellen Formen des Bauernhofes, sondern ist am Vorbild der Industriearchitektur orientiert. Dies ist besonders deutlich an der großen Halle außerhalb des geschlossenen Hofes. Auch das Wohn- und Verwaltungsgebäude setzt sich deutlich und bewusst von der überkommenen Form ländlichen Bauens ab. Die Mehrzahl der Fenster- und Türöffnungen der Hofanlage ist erheblich und bis hin zur Beeinträchtigung verändert. Ein- und Umbauten vermindern darüber hinaus die Anschaulichkeit zusätzlich. | 1936/1937                            | 1. Juni 1993       | 131             |
| Nebengebäude eines Gutshofes                | Nebengebäude eines Gutshofes                | Waldniel Ungerather Straße 29 Karte              | Bestandteile des Gutshofes bei Haus Clee sind die baulichen Anlagen Ungerather Straße 17-21, 27 und 29, sie bilden ein einheitliches Baudenkmal (Ensemble). Nach späterer Überlieferung wurde Haus Clee in der 1. Hälfte des 14. Jahrhunderts gegründet. Die erste sichere Erwähnung erfolgte anlässlich der Belehnung des Kornelius von Loevenich im Jahre 1495. Nach mehrfachem Besitzerwechsel war der letzte adelige Eigentümer Karl Ludwig von Roth; seine Tochter Maria Anna Berta heiratete den Barmer Kaufmann Franz Wilhelm Eduard Rosbach. Beider Sohn Georg Bartholomäus Eduard verkaufte Haus Clee 1908 an den aus Barmen gebürtigen Fabrikanten Heinrich Ferdinand Bartels. Von diesem erwarb 1911 Kommerzienrat Josef Kaiser aus Viersen, der Gründer von „Kaisers-Kaffee-Geschäft“, den Besitz. An Stelle des im Jahre 1762 grundlegend erneuerten alten Hauses Clee ließ F. W. E. Rosbach 1870–1874 einen vollständigen Neubau errichten. Herrenhaus, Umfriedung, Gärtnerei und Wasserturm entstanden nach Plänen aus dem Büro des für den Historismus bedeutenden Architekten Edwin Oppler. Man nimmt an, dass zu dieser Zeit auch der Park angelegt wurde; jedoch bedarf es hier noch weiterer Forschungen. Auf bis dahin noch unbebautem Gelände entstand gleichzeitig mit dem Herrenhaus nach Plänen eines anderen, bislang unbekannten Architekten, der Gutshof. Das Rosbachsche Herrenhaus wich 1936/1937 dem noch heute bestehenden Landhaus, das im Stil seiner Entstehungszeit die Geschichte von Haus Clee fortschreibt. Das Nebengebäude Ungerather Str. 29 ist in unmittelbarem Zusammenhang mit der im Wesentlichen einheitlich gestalteten Gutshofanlage zu sehen. In Material und Stil entspricht es dem Rest der Anlage, welches sich mit Abstand einer Torwegbreite anschließt. Der langgestreckte Baukörper parallel zur Ungerather Straße erscheint in der Ansicht als zweigeteilt. Im Wesentlichen Teil ist der in drei Fensterachsen zweigeschossige Wohnbau als Kopfbau gleicher Breite und Trauf- wie Firsthöhe mit dem östlichen in neun durch Lisenen betonten Achsen, in voller Höhe eingeschossige Langbau verbunden. Der zur Straße dreiachsige Wohnbau mit vorgelegtem gemauertem Konsolfries enthält sich weiterer Betonung durch architektonischen Zierrat, da sich sonst keine Harmonie mit dem sich anschließenden Langbau ergeben hätte. Der Langbau, ein neunachsiger, hoch eingeschossiger Satteldachbau nimmt in der symmetrischen Fassadengliederung der Längsseite Bezug zur Straße, der er eine ausgesprochene Schauseite zuwendet. Die Achsen eins und zwei, vier bis sechs und acht und neun weisen hohe, flach segmentbogig abgeschlossene Fensteröffnungen auf, die Achsen drei und fünf sind blindvermauert. So ergibt sich eine symmetrische Achsenbetonung mit einer Dreiergruppe in der Mitte. Aufwendiger als bei den anderen Wirtschaftsgebäuden des Gutshofes ist der architektonische Zierrat gestaltet, der zwar auch Lisenen und gemauerte Konsolfriese aufweist, aber diese stärker heraushebt und betont. Das geschieht dadurch, dass die Konsolfriese vorgelegt sind, wodurch sich für die traufhohen Lisenen die Notwendigkeit der Verkröpfung ergibt. Das führt zu einer besonderen Betonung der Gliederungselemente am Quergiebel, wo die über Eck geführte Lisene gleichsam zu einem Eckpilaster ausgestaltet wird. In dieser Ausformung besitzt das Gebäude durchaus Ähnlichkeiten mit Sakralbauten der Periode, mit denen es einen imaginären architektonischen Dialog aufnimmt. Dieses Gebäude besitzt, neben seinem Charakter als Teil des Denkmals der Gesamtanlage einen eigenen Wert als Baudenkmal. Dieser ist darin begründet, dass der Bau für seinen Typ in ungewöhnlicher Weise mit einer Schauseite als Längsseite zur Straßensituation Bezug nimmt. Außerdem ist für ein bescheidenes Nutzgebäude die Architektur bedeutsam aufwendig. Die Architektur trägt also in ungewöhnlicher Weise einen auch künstlerischen Anspruch vor. Der Gutshof ist also bei näherem Hinsehen trotz einer Reihe von Änderungen und Einbauten noch als solcher erkennbar. Die späteren Einbauten in den Hof sowie der dreigeschossige Neubau östlich des Wohn- und Verwaltungsgebäudes sind nicht Teil des die Historie dokumentierenden Bestandes. Trotz zahlreicher Veränderungen im baulichen Detail steht der Gutshof auch heute für einen im 19. Jahrhundert typischen Prozess: die Aneignung adeliger Lebensformen und zu Geld gekommenen Bürger. Kaufleute und Fabrikanten erwarben durch Kauf oder -wie im vorliegenden Fall - durch Heirat Adelssitze, nahmen entsprechend ihren Vorstellungen die Lebensweise des Landadels an und wandten sich der Landwirtschaft zu. Neben dem höheren gesellschaftlichen Ansehen, dass der Landbesitz mit sich brachte, war damit in vielen Fällen der Aufstieg in die höchste Wählerklasse verbunden. Zugleich konnte man sich Hoffnung auf eine spätere Nobilitierung machen. Im Falle von F. W. E. Rosbach erfüllte sich diese freilich nicht. Haus Clee ist wichtiger Bestandteil der Geschichte von Waldniel. Von hier aus wurde verschiedentlich die reformierte Gemeinde des Ortes unterstützt. Haus Clee nimmt mit den dazugehörigen Anlagen den Bereich südlich von Waldniel weitgehend und auch heute noch dominierend in Anspruch. Eine Änderung ist hier erst durch die Wohnbebauung jüngster Zeit eingeleitet worden. Der Gutshof bildet aber nach wie vor eine auffallende Baugruppe an der Ungerather Straße. Des Weiteren ist die Gesamtanlage von großer Bedeutung für die Entwicklung der Arbeits- und Produktionsbedingungen. Die Erfindung des Kunstdüngers und die Entwicklung von Maschinen veränderten seit der Mitte des 19. Jahrhunderts die traditionellen Produktionsmethoden der Landwirtschaft. Bürgerliche Kaufleute und Fabrikanten gehörten zu den ersten, die die ihnen vertrauten Arbeitsweisen des Industriezeitalters auf die Agrarproduktion übertrugen. Gutshöfe wie der von Haus Clee bildeten die Prototypen moderner Agrarfabriken, die sich bis an die Zeit nach dem Zweiten Weltkrieg als lebensfähig erwiesen. Noch zu Beginn der 1930er Jahre galt die in Haus Clee betriebene Landwirtschaft als mustergültig. Zu den Kennzeichen dieser modernen Form der Landwirtschaft gehörte, dass sie nicht mehr wie in älterer Zeit von einem Pächter betrieben wurde, der seinem adligen Herrn zu bestimmten Zeiten den Pachtzins erlegen musste, sondern von einem Verwalter, der seinem Arbeitgeber jederzeit verantwortlich war. Das Verwaltungsgebäude auf dem Gutshof zeigte, wer hier das Sagen hatte; das abseits gelegene Herrenhaus machte zugleich deutlich, dass über dem Verwalter der Eigentümer des Betriebes stand. Frühe „Agrarfabriken“ dieser Art sind selten geworden. Als Bestandteil von Haus Clee macht der Gutshof die wirtschaftliche Basis eines solchen Landsitzes deutlich. Er steht zugleich für die intensive Hinwendung der bürgerlichen Besitzer zur Landwirtschaft, der zunächst der Wunsch nach Steigerung des gesellschaftlichen Ansehens zugrunde liegt. Allerdings entspricht diese Wirtschaftsweise nicht mehr der traditionellen Form, die der Landadel praktiziert hatte, sondern ist ganz von den ökonomischen Vorstellungen des durch Handel und Industrie zu Besitz gekommenen Bürgertums geprägt. Der Bürger betreibt also als Gutsherr Landwirtschaft, weil damit gesellschaftliches Ansehen verbunden ist, aber die Landwirtschaft muss - wie die Fabrik - Profit bringen. Die Architektur des Gutshofes mit ihren sparsamen Backsteingliederungen folgt nicht den traditionellen Formen des Bauernhofes, sondern ist am Vorbild der Industriearchitektur orientiert. Dies ist besonders deutlich an der großen Halle außerhalb des geschlossenen Hofes. Auch das Wohn- und Verwaltungsgebäude setzt sich deutlich und bewusst von der überkommenen Form ländlichen Bauens ab. Die Mehrzahl der Fenster- und Türöffnungen der Hofanlage ist erheblich und bis hin zur Beeinträchtigung verändert. Ein- und Umbauten vermindern darüber hinaus die Anschaulichkeit zusätzlich. | 1. Hälfte 14. Jahrhundert, 1495      | 1. Juni 1993       | 132             |
| Wohnhaus                                    | Wohnhaus                                    | Waldniel Ungerather Straße 42 Karte              | Die 2-geschossige freistehende Villa über fast quadratischem Grundriss mit hohem Pyramidendach in sichtbarem Backstein mit Zierverband weist teilweise, insbesondere in den verschieferten Dachhäuschen, Formen des bergischen Heimatstils auf. Im Inneren, vor allem das neue barocke Treppenhaus und dazu in den meisten Zimmern die Stuckdecken, sind sowohl im Grundriss wie auch in den Details fast vollständig erhalten. Es handelt sich um einen um 1905 entstandenen Villenbau in den charakteristischen Formen der Zeit, der die Stilvorstellung und Lebensverhältnisse seiner Entstehungszeit noch gut zeigt und ablesbar sein lässt. | 1905                                 | 12. März 1986      | 101             |
| Wegekapelle                                 | Wegekapelle                                 | Vogelsrath Vogelsrath 87 Karte                   | Die Wegekapelle wurde im 17. Jahrhundert aus Backstein auf quadratischem Grundriss mit übergiebelter Front und Rückseite errichtet. Zu diesem Zeitpunkt wurde sie mit Eckquaderung rauverputzt. Die Nische mit Madonnenfigur wurde im Jahr 1907 eingebaut. | 17. Jh.,19. Jh.                      | 9. Oktober 1984    | 39              |
| Landwirtschaftliches Anwesen                | Landwirtschaftliches Anwesen                | Vogelsrath Vogelsrath 2 Karte                    | Die geschlossene 4-flügelige Backsteinanlage wurde in der 2. Hälfte des 19. Jahrhunderts errichtet. Das spätklassizistische 2-geschossige Wohnhaus mit Mezzan in 5 : 7 Achsen weist noch einen Mitteleingang mit 2-flügeliger Tür auf. Es wurde als Eckgebäude an der Straßenkreuzung dreiseitig freistehend mit Sandsteingewänden, Lisenengliederung und Walmdach errichtet. Der westlich zurückliegende Scheunentrakt mit Treppengiebel wurde im Jahr 1902 errichtet. | 2. Hälfte des 19. Jh.                | 9. Oktober 1984    | 40              |
| Wegekreuz                                   | Wegekreuz                                   | Waldniel Vogelsrather Weg Karte                  | Das Sandsteinkreuz mit Sockel mit Inschrift und Muschelnische sowie Kreuz mit Korpus aus Stein wurde im Jahre 1785 errichtet. | 1785                                 | 17. Oktober 1984   | 78              |
| Scheune des landwirtschaftlichen Anwesens   | Scheune des landwirtschaftlichen Anwesens   | Schier Vossenberg 3 Karte                        | Bei dem o. g. Objekt handelt es sich um eine Fachwerkscheune, die mutmaßlich im 18. Jahrhundert entstanden ist. Die Fachwerkkonstruktion ist nahezu komplett, auch ein Teil der Lehmausfachungen ist erhalten. Nach mündlicher Überlieferung ist die Scheune zu einem unbekannten Zeitpunkt versetzt worden. Dafür spricht, dass sie nicht in der üblichen Weise quer vor dem ehemaligen Wohnstallhaus steht. Somit besteht hier zwar nicht mehr der ursprüngliche Zusammenhang mit einer Hofanlage, andererseits mag diese Versetzung bereits wieder historischen Charakter haben. Wesentlich ist aber, dass das Holzgerüst des Gebäudes insgesamt sehr gut erhalten ist. Damit stellt die Scheune eines der wenigen intakten Beispiele eines Bautyps dar, dessen ältere Exemplare bis auf wenige Ausnahmen verschwunden sind. | 18. Jh.                              | 23. Januar 1996    | 136             |
| Wohnhaus                                    | Wohnhaus                                    | Amern Waldnieler Straße 1 / Dorfstraße Karte     | Das 2-geschossige Wohnhaus aus Backstein in 9 Achsen mit Mansardendach mit Krüppelwalm wurde um 1800 erbaut. Die Backsteinputzfassade in neubarocken Schmuckformen wurde in der 2. Hälfte des 19. Jahrhunderts angebracht. | 1800, 2. Hälfte des 19. Jh.          | 9. Oktober 1984    | 42              |
| BW                                          | Wohnhaus mit Wirtschaftsgebäuden            | Waldniel Hospitalstraße 9 Karte                  | Wohnhaus 11,5×10 m, traufständige Eingangs- u. linke Giebelseite als Schmuckfassade verputzt, sonst backsteinsichtig; Satteldach; Fassade fünfachsig, Mitteleingang eingenischt; EG Bänderputz, OG flächig mit feiner Gliederung; rückwärtig Wirtschaftsgebäude | 1893                                 | 2. Februar 2023    | 144             |